# Pharaon de l'Exode
Le pharaon de l'Exode est le pharaon qui aurait régné sur l'Égypte antique lors de l'Exode décrit dans la Bible. Au cœur de ce sujet se trouve le problème de l'identification de ce pharaon ainsi que l'historicité de l'Exode.

## Pharaon: un personnage biblique
Pour des articles plus généraux, voir Bible, Livre de l'Exode et Moïse.

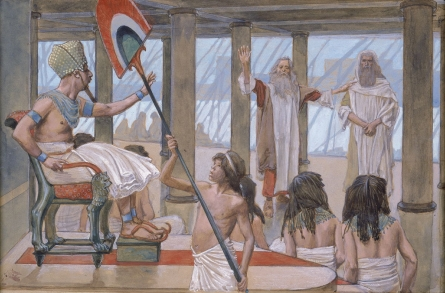
Moïse et Aaron reçu en audience par Pharaon - gouache - James Tissot.

D'après les livres de la Genèse et de l’Exode, le récit biblique connaît trois pharaons successifs. Le premier est le « Pharaon de l'Installation ». Il accueille Joseph auprès de lui, en fait son ministre et installe les Hébreux dans le pays de Gessen dans le nord-est de l'Égypte antique (Genèse 37-50). Le premier chapitre du Livre de l'Exode fait mention d'un deuxième souverain ; le « Pharaon de l'Oppression ». Il est celui qui ordonne l'asservissement des enfants d'Israël en Égypte. Tel que mentionné par les chapitres 5 à 15 du Livre de l'Exode, le troisième souverain est le « Pharaon de l'Exode ». À l'instar de ses deux prédécesseurs, son nom n'est pas révélé par le texte. Il est simplement désigné par les expressions de « Pharaon », de « roi d'Égypte » ou de « Pharaon, roi d'Égypte »
Contemporains des patriarches Moïse et Aaron, le Pharaon de l'Exode est l'un des plus célèbres personnages secondaires de la Bible. Obstinément, le souverain s'oppose au dieu Yahweh dont la volonté est de faire sortir les Hébreux hors d'Égypte. Depuis l'installation des Hébreux en Égypte, ils n'ont cessé de prospérer et de se multiplier. Devant leur nombre considérable, le Pharaon de l'Oppression prend peur et redoute un soulèvement armé de leur part. Pour les affaiblir, il décide de les réduire en esclavage. Les chefs de corvée ont pour ordre de les faire durement participer à l'édification des villes de Pithom et Pi-Ramsès et les sages-femmes hébreux de laisser mourir les nouveau-nés mâles (Exode, 1). Trois mois après la naissance de Moïse, sa mère l'abandonne dans une corbeille près de la rive du Nil. La fille du pharaon qui se baignait avec des suivantes, trouve l'enfant et décide de l'adopter bien qu'ayant immédiatement deviné qu'il était hébreu. Adulte, Moïse se rend auprès des siens et devient le témoin des pénibles travaux qui leur sont infligés. Voyant un contremaître frapper un Hébreu, il tue l'Égyptien et prend la fuite vers le pays de Madian (Exode, 2). Longtemps après, le Pharaon de l'Oppression meurt et un autre prend sa place. Sur le Mont Horeb, dans un buisson ardent, Dieu ordonne à Moïse de retourner en Égypte et de délivrer les Hébreux de ses oppresseurs. Après bien des hésitations, Moïse se présente devant le nouveau Pharaon pour le persuader de laisser les Hébreux quitter l’Égypte (Exode, 3-4). Après dix terribles plaies, Pharaon consent à les libérer (Exode, 5-13). Cependant, peu après, il se ravise et monte une armée pour les rattraper, : 

« On annonça au roi d’Égypte que le peuple avait pris la fuite. Alors le cœur de Pharaon et celui de ses serviteurs furent changés à l’égard du peuple. Ils dirent : Qu’avons-nous fait, en laissant aller Israël, dont nous n’aurons plus les services ? Et Pharaon attela son char, et il prit son peuple avec lui. Il prit six cents chars d’élite, et tous les chars de l’Égypte ; il y avait sur tous des combattants. L’Éternel endurcit le cœur de Pharaon, roi d’Égypte, et Pharaon poursuivit les enfants d’Israël. Les enfants d’Israël étaient sortis la main levée. Les Égyptiens les poursuivirent ; et tous les chevaux, les chars de Pharaon, ses cavaliers et son armée, les atteignirent campés près de la mer, vers Pi Hahiroth, vis-à-vis de Baal Tsephon. Pharaon approchait. Les enfants d’Israël levèrent les yeux, et voici, les Égyptiens étaient en marche derrière eux. Et les enfants d’Israël eurent une grande frayeur, (…). Moïse étendit sa main sur la mer. Et l’Éternel refoula la mer par un vent d’orient, qui souffla avec impétuosité toute la nuit ; il mit la mer à sec, et les eaux se fendirent.

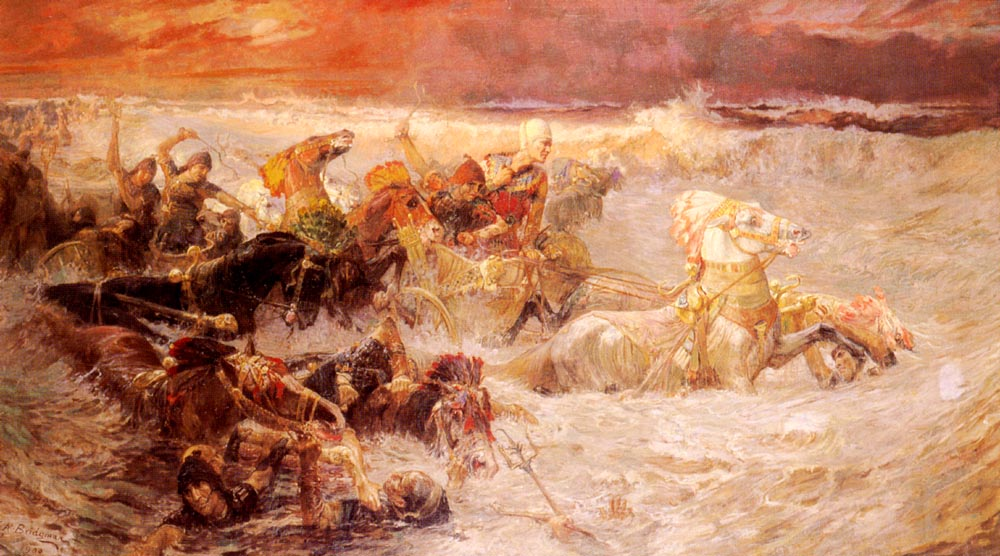
Frederick Arthur Bridgman - « L'armée de Pharaon engloutie par la Mer Rouge » - peinture à l'huile - 1900.

Les enfants d’Israël entrèrent au milieu de la mer à sec, et les eaux formaient comme une muraille à leur droite et à leur gauche. Les Égyptiens les poursuivirent ; et tous les chevaux de Pharaon, ses chars et ses cavaliers, entrèrent après eux au milieu de la mer. (…) Moïse étendit sa main sur la mer. Et vers le matin, la mer reprit son impétuosité, et les Égyptiens s’enfuirent à son approche ; mais l’Éternel précipita les Égyptiens au milieu de la mer. Les eaux revinrent, et couvrirent les chars, les cavaliers et toute l’armée de Pharaon, qui étaient entrés dans la mer après les enfants d’Israël ; et il n’en échappa pas un seul. (…) »

— Passage de la mer Rouge, extraits du chap. 14 du Livre de l'Exode.
 Traduction de Louis Segond.

## Noyade de Pharaon: commentaires religieux

### Traditions rabbiniques

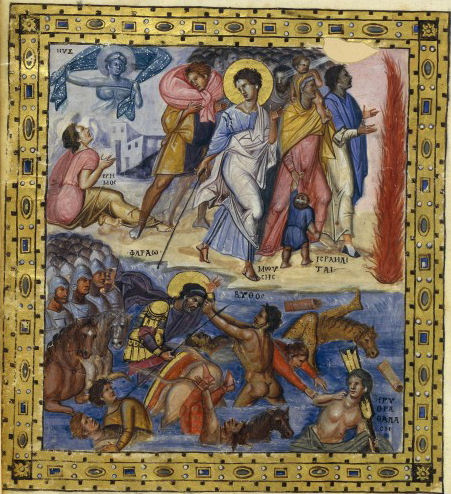
Traversée de la mer Rouge et noyade de l'armée de Pharaon - Psautier de Paris - Xe siècle.

Une série de passages bibliques suggère que le Pharaon de l'Exode meurt noyé dans les eaux dans sa poursuite des Hébreux. Ces derniers traversent la mer à pied ; les Égyptiens les poursuivent mais les eaux reviennent, et recouvrent leurs chars. « Les cavaliers et toute l’armée de Pharaon, qui étaient entrés dans la mer après les enfants d’Israël ; et il n’en échappa pas un seul » (Exode 14, v.28). Une séquence, assez claire, se présente au lecteur : 
- (1) les eaux se retirent,
- (2) les Israélites traversent à pied-sec,
- (3) l'armée égyptienne charge et poursuit les Israélites,
- (4) au milieu de la mer, les soldats égyptiens (Pharaon inclus) sont jetés de leurs chars quand les eaux reviennent à leur place,
- (5) toute l'armée est noyée dans les eaux[6].

Une interprétation franche et directe du texte implique que Pharaon s'est noyé dans les eaux, il est en effet fort douteux que seul Pharaon ait pu échapper au désastre. Le Psaume 106 (v.11) confirme ce fait : « Les eaux couvrirent leurs adversaires. Il n’en resta pas un seul » ; de même que le Psaume 136 (v. 12-15) : « À main forte et à bras étendu, […] Celui qui coupa en deux la mer Rouge, […] Qui fit passer Israël au milieu d’elle, […] Et précipita Pharaon et son armée dans la mer Rouge ». La tradition juive n'est cependant pas unanime sur la question de cette noyade. À l'époque de la Mishna et des rabbins tanaïtes (entre 72 et 219 ap. J.-C.), une controverse oppose les rabbins Juda et Néhémia (dans Menahot 68b). Pour le premier, pas un d'entre les Égyptiens n'en échappa. Pour le second, il n'en resta pas jusqu'à (sauf) un. Cette interprétation du texte exodique fait ressortir que Pharaon survécut. Le souverain a été épargné par Dieu comme cela avait été prévu dès le début : « Mais, je t'ai laissé subsister, afin que tu voies ma puissance » (Exode 9, v.16). Par la suite, Pharaon devient le roi de Ninive et, tirant les leçons du passé, appelle la population de sa ville au repentir (d'après une annotation de la Tosefta commentant une traduction du Livre de Jonas chap.3, v.6). La tradition du sauvetage de Pharaon est repris dans le Sepher Ha Yaschar (ou Livre du Juste), un écrit apparu dans le milieu juif napolitain au XVIe siècle, Adica, le pharaon de l'Exode, est sauvé des eaux : 

« […] mais les flots retombèrent sur eux, et ils furent tous noyés. Pharaon seul échappa du désastre général, parce qu'il rendit gloire à Jéhova, et crut en lui. Jéhova envoya un ange qui le retira du milieu des Égyptiens flottants dans l'eau, et le jeta sur la terre de Ninive. Il devint roi de ce pays et y régna longtemps. »

— Livre du Juste (extrait). Traduction de Paul Drach.

### Traditions musulmanes
Pour des articles plus généraux, voir Coran et Moussa.

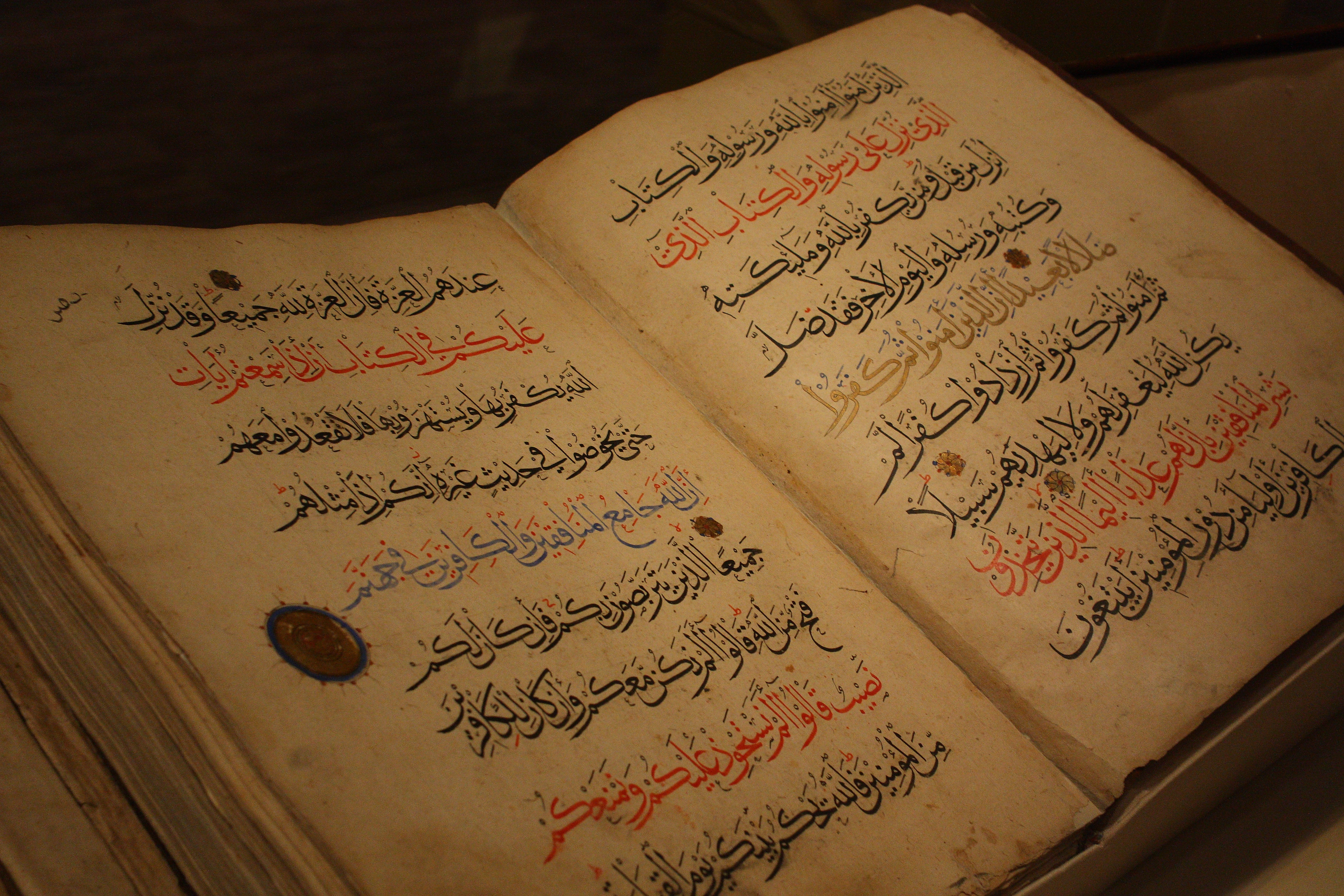
Le Coran - manuscrit du XIIe siècle - Musée d'art asiatique de San Francisco.

Le prophète Moïse, sous le nom de Moussa, est l'un des personnages les plus souvent cité dans le Coran (136 occurrences) tandis que le Pharaon de l'Exode y est présenté comme l'adversaire obstiné de Dieu et Moïse. Pharaon est mentionné 74 fois, seul ou suivi des noms de Hâmân ou Qârûn. Son comportement vil, tyrannique et hautain en fait le symbole du mécréant à l'orgueil démesuré, : Dans la Sourate 28, v.38-39, Pharaon se gargarise de sa puissance « Et Pharaon dit : "Ô notables, je ne connais pas de divinité pour vous, autre que moi. Hâmân, allume-moi du feu sur l'argile puis construis-moi une tour peut-être alors monterai-je jusqu'au Dieu de Moïse [Moussa]. Je pense plutôt qu'il est du nombre des menteurs" ».
La noyade des Égyptiens dans la mer Rouge est évoquée par deux fois. Dans la Sourate 8, v.56, il s'agit d'un châtiment résultant de leur impiété : « Et il en fut de même des gens de Pharaon, ainsi que de ceux qui avaient auparavant renié les signes de leur Seigneur et que Nous avons fait périr en punition de leurs péchés. Et Nous avons fait engloutir les gens de Pharaon, car ils ont été tous coupables »,. Dans la Sourate 10, v.87-92, Pharaon voyant venir la mort par noyade se soumet in-extremis à la puissance véritable de Dieu. Mais son repentir de mourant ne le sauva pas car Dieu jugea sa conversion trop tardive. Il préserva toutefois son corps. D'après le commentateur Abdullah ibn Abbas, cousin et compagnon de Mahomet, les Hébreux doutant de la mort de Pharaon, Dieu envoya Gabriel tirer son corps hors des eaux afin de l'exposer à leurs yeux. Les deux auteurs du Tafsîr Al Jalalayn expliquent que les Israélites ont vu le corps du Pharaon mort et que ce cadavre a été pour eux la preuve de la toute puissance divine. Sa mort, racontée par les histoires des prophètes, reprennent des éléments d'une légende juive inspirée du Cantique des Cantiques.
Le pharaon coranique n'est pas un personnage historique[pas clair] mais un "rôle dans un drame théologique permanent". Sa figure est construite à partir du texte biblique agrémenté d’éléments provenant de légendes juives ou musulmanes. Les principaux éléments du récit biblique sont présents dans le texte coranique, parfois par une simple évocation. Il est néanmoins entouré de deux figures absentes du récit biblique : Hâmân ou Qârûn. Le premier est un rajout à partir du personnage Hâman cité dans le livre d'Esther (récit censé se passer huit siècles après Moïse), tandis que Qârûn est un personnage, cité dans le Livre des Nombres et développé dans la littérature midrashique (Nombres Rabba 18.15). L'intégration de ce récit dans le contexte musulman verra la création d'un autre personnage anonyme. Celui-ci, membre de la famille royale, aurait conservé une foi monothéiste et se serait opposé à Pharaon. Ce personnage permet de suivre le schéma prophétologique musulman selon lequel un prophète doit provenir du peuple à qui il s'adresse.
Selon le Coran, les Israélites ne sont pas des étrangers mais des Égyptiens que Pharaon aurait séparés du reste de la population. L'islam naissant aura tendance à rajouter de nombreux éléments fictifs autour du récit biblique ou de ce personnage, en particulier, par le fait de lui donner un nom arabe al-Walid b. Mus'ab. Pharaon est associé aux grands bâtisseurs de la mythologie arabe.

## Attestations gréco-romaines

### Fragments manéthoniens

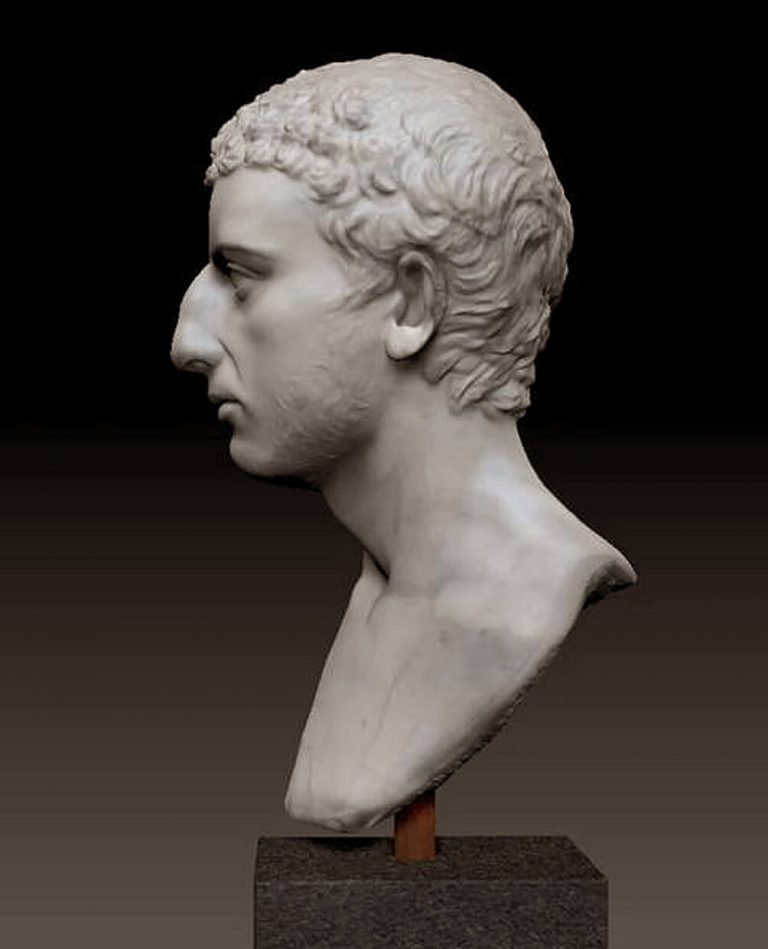
Buste de Flavius Josèphe.

Les récits fondateurs du peuple juif, tel qu'ils sont rapportés par la Bible dans les livres de la Genèse et de l’Exode s'inscrivent dans le temps des hommes et non des dieux. Aussi, dès l'Antiquité, des auteurs gréco-romains se sont essayés d'intégrer la vie de Moïse dans leurs chronologies. Prêtre égyptien au service des pharaons lagides Ptolémée Ier et Ptolémée II (IIIe siècle), Manéthon de Sebennytos est l'un des premiers à livrer une réflexion historique sur l'Exode. Son œuvre, les trois tomes de l’Ægyptiaca sont perdus. Elle nous est cependant parvenue indirectement grâce à une centaine de fragments tirés de citateurs ultérieurs ; principalement Sextus Julius Africanus, Flavius Josèphe, Eusèbe de Césarée et Georges le Syncelle. Il s'agit d'une chronique de l'histoire égyptienne divisée en trente dynasties, et chaque fragment se présente comme une liste de rois classés par famille.
Les citations sont le plus souvent déformées et contradictoires entre elles mais la vie de Moïse est située, selon divers fragments, sous la XVIIIe dynastie. Selon le fragment 51, hérité de Théophile d'Antioche, Moïse a été expulsé par le pharaon Tethmôsis (Τέθμωσις), le premier représentant de la XVIIIe dynastie. Ce même souverain se retrouve sous le nom d’Amôs (Άμώς) sous la plume de Syncelle (fragment 52). Les versions d'Eusèbe (fragments 53a et 53b), ne placent pas l'exode sous le règne de Amôsis (Άμωσις) mais vers la fin de cette même dynastie. Ainsi, Moïse devient le chef des Hébreux dans leur exode sous le règne de Cencherês (Κενχέρης) ou Achencheres ; sans doute la reine Acenchĕres (Άκεγχερήσ) du fragment 51.
Les fragments 50 et 54 livrent une version où les XVIIIe et XIXe dynasties sont fusionnées. On doit leur transmission à l'auteur juif Flavius Josèphe qui, dans son Contre Apion, se propose de prouver l'ancienneté de son peuple (Livre I, chapitres 15-16 et 26 à 31).
Selon ce dire manéthonien, Moïse a pour contemporains le pharaon Aménophis (Άμένωφισ) et un devin homonyme, Aménophis fils de Paapis,. Dans ces deux derniers personnages, il est respectivement possible de discerner le souverain Amenhotep III et son scribe-architecte Amenhotep fils de Hapou. Plus en avant, Flavius Josèphe attribue à ce pharaon Aménophis un règne long de 19 ans et 6 mois ; en contradiction avec les données archéologiques qui donnent à Amenhotep III près de 38 années de règne. Étrangement, Josèphe en fait le petit-fils du pharaon Ramessès (Ραμέσσης) et le fils de Harmessès Miamoun (Άρμέσσης Μιαμύν) dont le règne a été long, d'après lui, de 66 ans et 2 mois. Cette longue durée rend possible un rapprochement avec Ramsès II qui a effectivement régné durant ce laps de temps. De cet Aménophis, Josèphe en fait aussi le père de deux frères ennemis, le roi Sethos-Ramessès (Ζέθως) et l'usurpateur Harmaïs (Άρμαις) (peut-être les pharaons Séthi II et Amenmes). S'embrouillant, l'auteur livre une seconde version généalogique en faisant du pharaon Aménophis, non pas le père, mais le petit-fils de Sethos-Ramessès. Les données historiques égyptiennes et les mythes grecs étant entrecroisés, Sethos et Harmaïs sont respectivement assimilés aux rois et frères jumeaux Égyptos et Danaos des chroniques grecques,.

### Pharaon contre les impurs

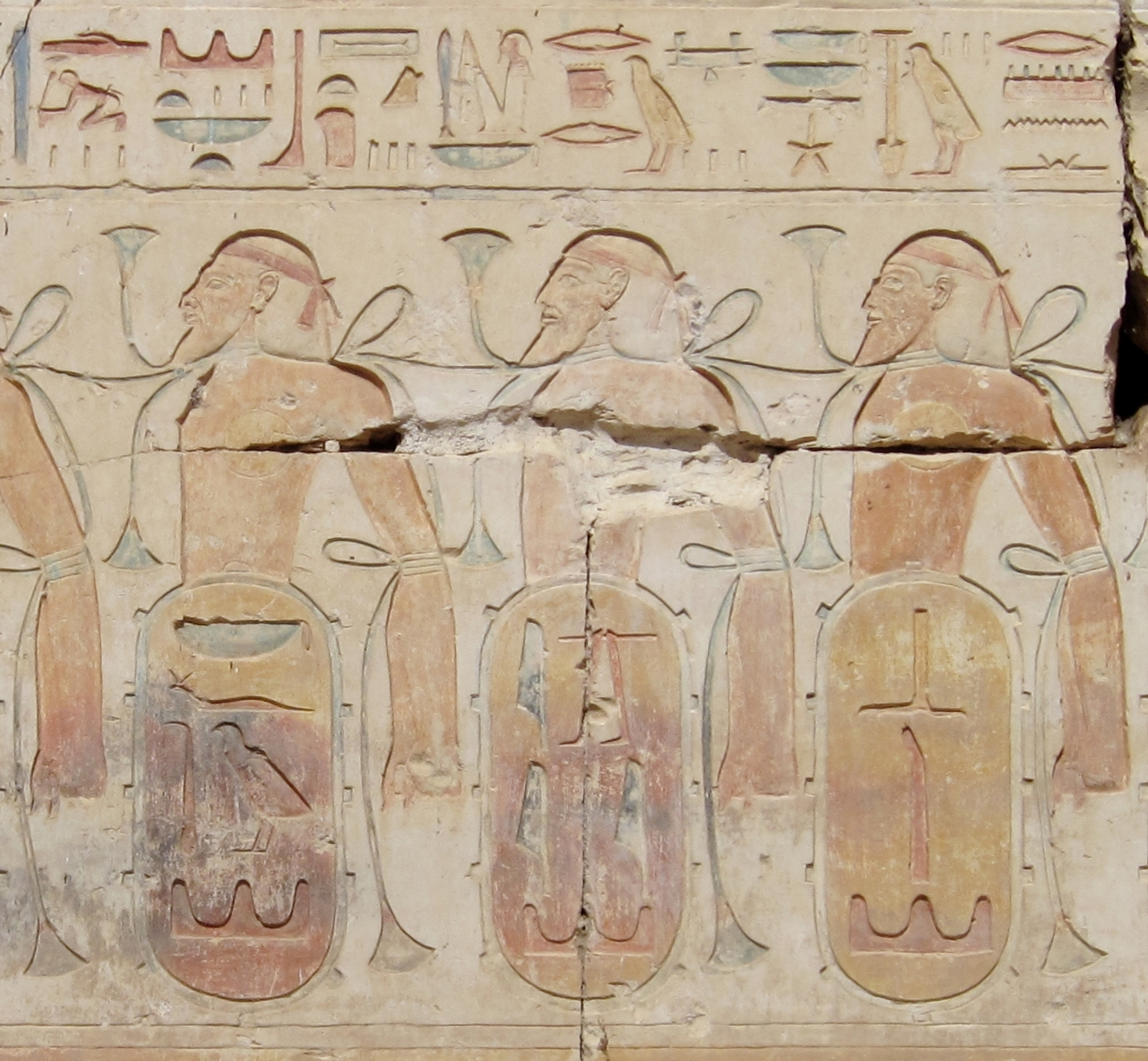
Prisonniers entravés - Temple d'Abydos -.

Dans la pensée religieuse égyptienne, le non-égyptien est perçu comme un être impur et dangereux. Traditionnellement, dans les temples, ce risque est conjuré par des incantations où les peuples limitrophes (Nubiens, Libyens, Sémites et Bédouins) sont magiquement assimilés aux dieux Apophis et Seth-Typhon. Sans doute influencé par cette prédisposition, le milieu culturel alexandrin a développé une littérature antijudaïque dont l’Histoire des Impurs est l'un des thèmes. Une douzaine de variantes est connue. Chez Manéthon (fragment 54), Moïse-Osarseph est présenté comme le chef d'une bande de 80 000 lépreux et impurs regroupés à Avaris par le pharaon Aménophis et en révolte contre lui : « ils prirent pour chef un des prêtres d'Héliopolis nommé Osarseph et lui jurèrent d'obéir à tous ses ordres. Il leur prescrivit pour première loi de ne point adorer de dieux, de ne s'abstenir de la chair d'aucun des animaux que la loi divine rend le plus sacrés en Égypte, de les immoler tous, de les consommer et de ne s'unir qu'à des hommes liés par le même serment ». Selon Hécatée d'Abdère, cité par Diodore de Sicile (Bibliothèque historique - Livre XL, 3), « Il se déclara anciennement en Egypte une maladie pestilentielle ; le peuple fit remonter à la divinité l'origine de ce fléau ; comme le pays était habité par de nombreux étrangers, ayant des mœurs et des cérémonies religieuses très différentes, il en résulta que le culte héréditaire était négligé. Les indigènes crurent donc que, pour apaiser le fléau, il fallait chasser les étrangers. C'est ce qu'on fit sur-le-champ ». Dans cette version, le personnage de Pharaon n'est pas mentionné. Mais, selon Hécatée, les plus distingués des exilés ont trouvé refuge en Grèce sous la conduite de Danaos et Cadmos, tandis que la grande masse de la plèbe s'est installée en Judée en suivant le sage et courageux Moïse. Selon l'historien romain Tacite (Histoires - Livre V, 3.), face à une épidémie et après avoir consulté l'oracle d'Amon, Bocchoris a fait « transporter sur d'autres terres, comme maudits des dieux, tous les hommes infectés. (…) Moïse, un des exilés, leur conseilla de ne rien espérer ni des dieux ni des hommes, qui les avaient également renoncés, mais de se fier à lui comme à un guide céleste ». Selon ce dernier auteur, l'Exode est très tardif, vers 720 av. J.-C., sous le règne de Bakenranef, un pharaon saïte de la XXIVe dynastie,.

### Khenephrès, roi de Memphis

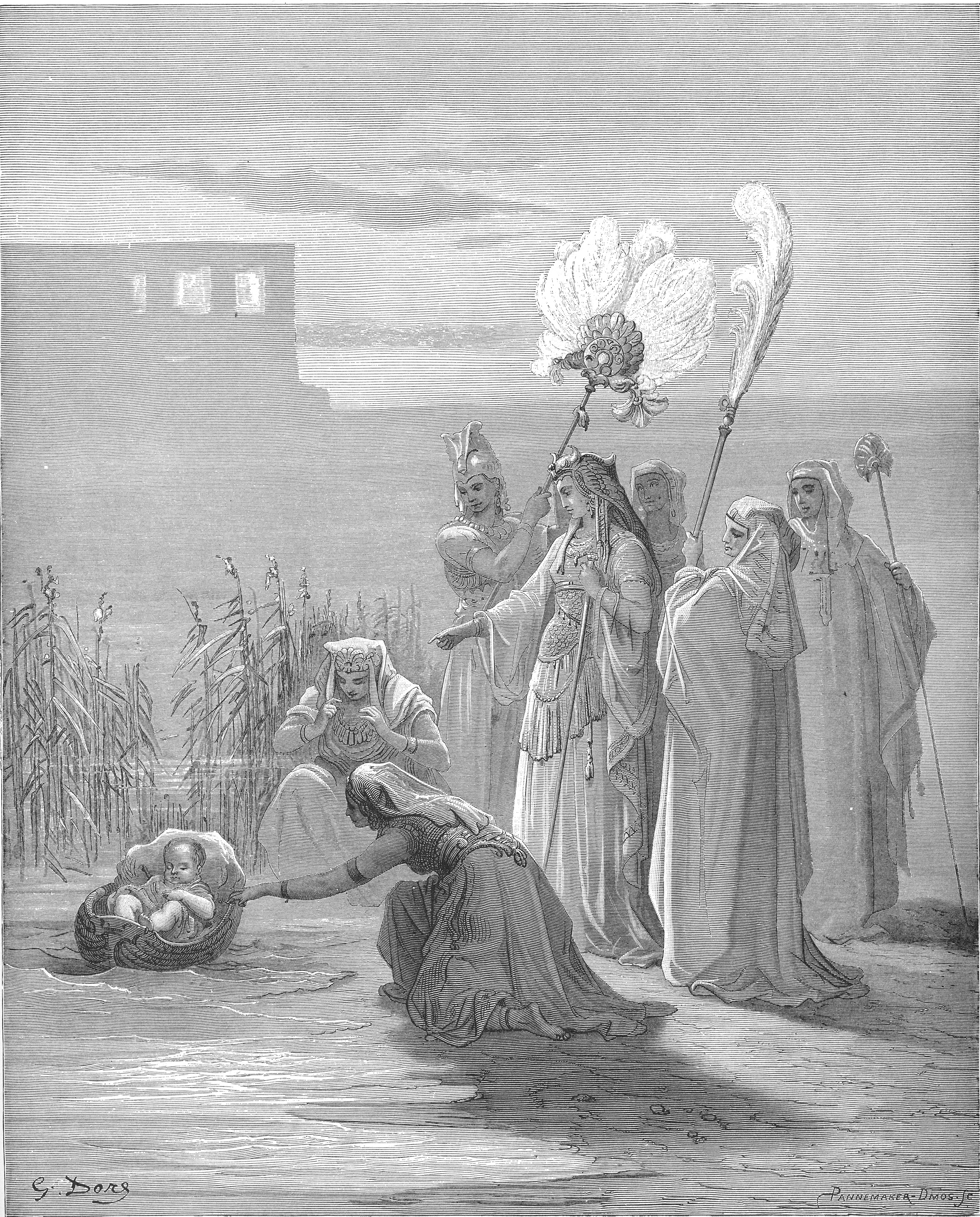
Moïse sauvé des eaux - gravure de Gustave Doré.

Au IIe siècle avant notre ère, l'historien juif Artapan d'Alexandrie s'est essayé à narrer la vie des patriarches Abraham, Joseph et Moïse. Cette œuvre est là aussi perdue mais elle a été compilée par Alexandre Polyhistor et recueillie par Eusèbe de Césarée dans la Préparation évangélique (Livre IX, 28). Mêlant des thématiques bibliques, égyptiennes et hellénistiques, Moïse apparaît comme un personnage à la vie romancée. Comme chez Manéthon, l'existence de l'homme est située dans le temps, mais contrairement à lui, Artapan esquisse le portrait d'un sage, d'un initiateur et d'un fondateur. En le rapprochant du dieu Thot-Hermès, il lui attribue ainsi l'invention de l'astronomie, la division de l'Égypte en trente-six nomes, la création de l'écriture hiéroglyphique, le culte des animaux sacrés, etc.

Dans sa version, Artapan ne donne pas le nom du pharaon de l'Exode. Cependant, il donne plusieurs détails à propos de la famille royale égyptienne qui a accueilli auprès d'elle l'enfant Moïse (Moyson) : 

« Palmanothès eut une fille, Merris, qu'il maria à un certain Khenephrès, lequel régnait sur la région située en amont de Memphis - car il y avait alors de nombreux rois en Égypte -, et comme elle était stérile, elle adopta un enfant d'origine juive, qu'elle appela Moïse »

— Eusèbe, Préparation évangélique, Livre IX. 28. Traduction de Rolf Krauss.
Le nom de Palmanothès est manifestement fictif. Il s'agit peut-être d'une référence au troisième mois de la saison Akhet - Phaminoth dans le calendrier nilotique - issue de l'expression égyptienne Pa-en-Amenhotep, c'est-à-dire « le (mois) d'Amenhotep ». Toutefois, un nom royal est compris dans cette expression. Il s'agit d'un hommage au pharaon Amenhotep Ier, qui après sa mort a été divinisé dans la région thébaine. De plus, Flavius Josèphe place l'Exode le mois suivant, le quatorze Pharmouthi, mois que les Macédoniens appellent Xanthicos et les Juifs Nissan (Antiquités juives, Livre II, 14-15). Et, plus haut dans son récit, Josèphe donne le nom de Thermouthis à la mère adoptive de Moïse (Livre II, 9). Or, il s'agit là de la transcription grecque de l'égyptien Rénénoutet, déesse à laquelle est dédié le mois de Pharmouthi - Pa en Rénénoutet.
Le nom du roi Khenephrès pose tout autant de difficultés. Il pourrait s'agir du Nom de couronnement Khaneferrê « La beauté de Rê est apparue » de Sobekhotep IV, un obscur représentant de la XIIIe dynastie (fin du XVIIIe siècle). Cependant, il est tout aussi possible d'y voir la transcription du nom Khenemibrê « Celui qui embrasse le cœur de Rê » d'Ahmôsis II, un roi de la XXVIe dynastie qui a régné entre les années 571/570 et 526 av. J.-C. ; soit en plein dans l'exil babylonien des Juifs. Cette seconde possibilité est en contradiction flagrante avec la tradition biblique qui situe l'Exode bien plus tôt.

## Débat moderne

### Problématique de base

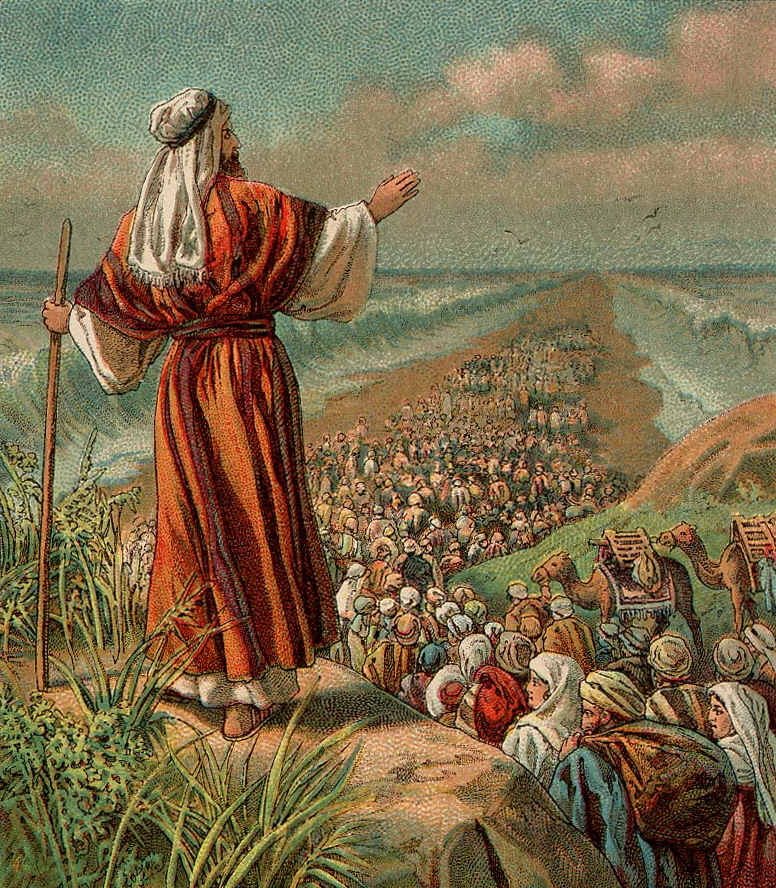
L'Exode et le passage de la mer Rouge.

Depuis le début du XIXe siècle, la question de l'identité du Pharaon de l'Exode a fait l'objet de nombreuses spéculations. À l'aide des méthodes de l'histoire et de l'archéologie, nombreux sont ceux qui ont tenté d'établir l'assise historique voire la véracité des Saintes Écritures. Malgré les acquis de la science, la quasi-totalité des biblistes, historiens et égyptologues admettent que la vie de Moïse, dans l'état actuel de nos connaissances, n'est pas étayée par le moindre document de l'Époque pharaonique. Deux peuples seulement ont été concernés par l'Exode : les Hébreux, et les Égyptiens. Or, si les premiers ont consigné l'événement dans la Bible, les Égyptiens, eux, ont apparemment considéré ce même événement comme trop mineur pour qu'on en ait trace aujourd'hui dans les sources historiques égyptiennes. Cette absence de sources d'origine égyptienne rend donc assez complexes les discussions sur l'identité du pharaon de l'Exode.

### Tendances contradictoires
Maints travaux sur l'historicité de l'Exode ont été publiés. Il n'y a pas lieu ici d'en faire le catalogue complet. Depuis plusieurs décennies, l'exégèse biblique est confrontée à deux tendances majeures et contradictoires ; la perspective « maximaliste » et la perspective « minimaliste ».

#### Perspective «maximaliste»
Selon la perspective « maximaliste », les sources égyptiennes et les découvertes archéologiques récentes rendent vraisemblable l'histoire du long séjour des Hébreux en Égypte de même que leur oppression et leur libération par un chef charismatique ; chef issu de ce peuple mais égyptianisé lors de ses jeunes années par un séjour à la cour de pharaon. Cette tendance maximaliste connaît cependant une forte fracture entre les tenants de l'hypothèse « haute » et ceux de l'hypothèse « basse ». Pour les premiers, l'Exode serait à situer sous la XVIIIe dynastie égyptienne et plus précisément à la date de 1446 av. J.-C. Cette approche semble avoir pour initiateur le californien James W. Jack en 1925. La base de l'argumentation sont les données chronologiques livrées par le texte biblique, notamment le Premier Livre des Rois (6, v.1) qui fixe l'exode à 480 années avant le règne du roi Salomon. À l'orée du XXIe siècle, cette approche littéraliste et fondamentaliste des textes bibliques demeure très populaire auprès des exégètes du protestantisme évangélique. L'hypothèse « basse » place l'Exode durant la période ramesside, durant la XIXe dynastie. Cette vision a été très tôt très en vogue dans les milieux érudits ; avant même le déchiffrement des hiéroglyphes. La base du raisonnement est la mention de la construction de la ville de Pi-Ramsès par les Enfants d'Israël réduit en esclavage en Exode (1, v.11). Au XXe siècle, parmi les principaux défendeurs de cette période figurent successivement l'américain William F. Albright, l'anglais Kenneth A. Kitchen et James K. Hoffmeier (en). Pour ce dernier, le contexte égyptien décrit par la Bible s'accorde assez bien avec ce que nous savons de la Basse-Égypte du temps des Ramsès. En 2007, ce dernier fait sienne une remarque de Charles F. Pfeiffer pour qui si les preuves de l'historicité du récit de l'Exode sont probantes, ces preuves ne sont pas concluantes quant à une date spécifique.

#### Perspective «minimaliste»

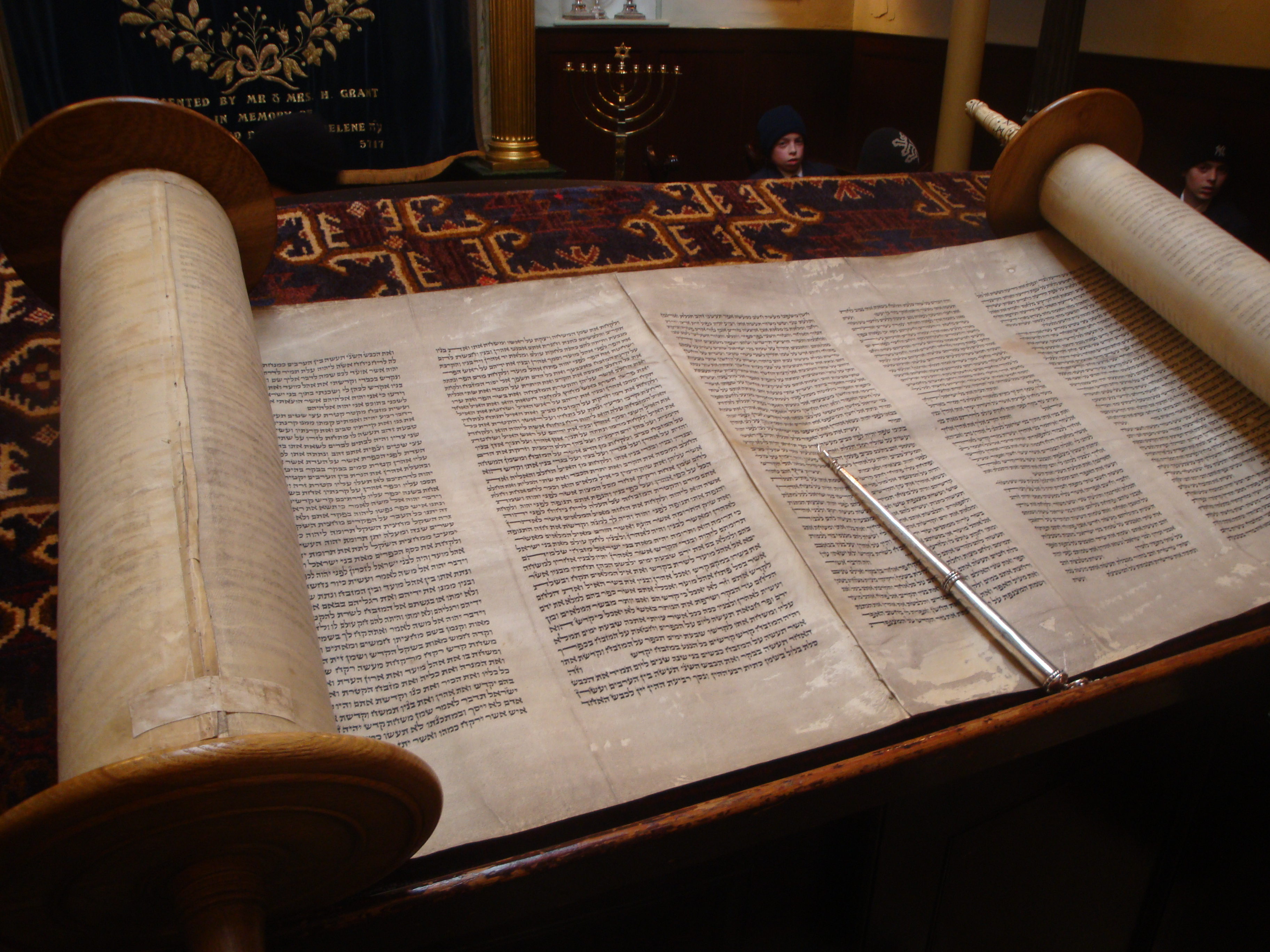
Rouleau de la Torah ouvert.

En contradiction avec la précédente, la perspective « minimaliste » met en doute l'historicité du récit l'Exode. Les avis sont plus ou moins prononcés selon les auteurs mais les hypothèses émises par leurs adversaires « maximalistes » sont généralement soupçonnées d'orientation concordiste, voire fondamentaliste. En 1992, l'égyptologue canadien Donald B. Redford, fait remarquer que si la Bible reflète, peut-être, la réalité du Nouvel Empire (XVIIIe et XIXe dynasties), les détails les plus évocateurs se rattachent mieux au contexte égyptien de la XXVIe dynastie. Les pharaons Psammétique Ier et Nékao II ont pris pour modèle leurs prédécesseurs ramessides et ont conduit des grands travaux de construction dans l'est du Delta ; par exemple la construction de Saïs, leur capitale. De cette époque remonte aussi la construction de la ville de Pithom mentionnée avec Pi-Ramsès en Exode (1, v.11). Il en va de même du fort militaire de Migdol. Un faisceau d'indices laisse ainsi à penser que la version définitive du récit a pris forme au cours de la seconde moitié du VIIe siècle et de la première moitié du VIe siècle. De toute évidence, les rédacteurs ont puisé dans des traditions orales ou écrites plus anciennes ; peut-être à partir de vague souvenirs d'une émigration en Égypte depuis Canaan, suivie d'une expulsion du delta lors du deuxième millénaire avant notre ère. Quelques années plus tard, en 2001, les archéologues israéliens Neil Asher Silberman et Israël Finkelstein, spécialistes de cette période, s'inscrivent dans ce sillage et popularisent cette thèse dans leur best-seller La Bible dévoilée. Peu avant, en 2000, l'égyptologue l'allemand Rolf Krauss expose sa conviction absolue de la non-historicité de la narration de l'Exode. Il s'agirait d'une fiction forgée par les Jahvistes sous la domination perse. Dans cette entreprise littéraire, le destin de l'usurpateur Amenmes en conflit avec le pharaon Séthi II aurait servi de modèle d'inspiration au personnage de Moïse.

### Données historiques

#### Flou chronologique

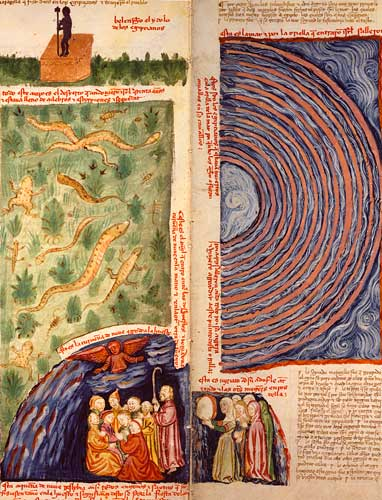
Passage de la mer Rouge - Bible d'Albe - XVe siècle.

Le livre de l'Exode ne situe pas les événements qu'il rapporte dans le temps. D'après le Premier Livre des Rois (6, v.1) : « Ce fut la 480e année après la sortie des enfants d'Israël du pays d'Égypte que Salomon bâtit la maison de l'Éternel, la 4e année de son règne sur Israël, au mois de Ziv, qui est le second mois ». Selon divers recoupements entre textes bibliques et assyriens, le début du règne de Salomon est fixé à l'an 970 av. J.-C., ce qui place l'Exode à 1446 av. J.-C.. Cette date est à peu près corroborée par une autre indication. Le livre des Juges (11, v.26) rapporte une lettre de Jephté au roi des Ammonites qui dit que « voila 300 ans qu'Israël habite à Hesbron, Aroer et dans les villes de son ressort ». La judicature de Jephté n'est pas fixée à une date précise mais, selon les estimations, elle débute entre les années 1130 et 1073 av. J.-C. Ceci implique que la tribu de Ruben occupe les bords de la rivière Arnon, depuis environ l'an 1400 av. J.-C. Ces deux données, interprétées d'une manière littérale et dogmatique, fixent l'Exode au XVe siècle avant notre ère.
Cependant, dès l'Antiquité, un certain flou est entretenu sur la datation de l'Exode. Au IIIe siècle, les Septantes, en traduisant la Torah de l'hébreu vers le grec, ont lu 440 années au lieu des 480 rapportées en 1 Roi (chap. 6, v.1), soit une différence de 40 années. Au Ier siècle, l'historiographe Flavius Josèphe donne deux chiffres différents. Dans ses Antiquités judaïques (Livre VIII.3.1), il rapporte un écart de 592 années tandis que dans son Contre Apion (Livre II.2.19), il parle de 612 années,.
À notre époque, des travaux d’exégèse ont remis en question les données chronologiques. Dès 1903, Charles F. Burney pense qu'il ne faut pas voir dans le nombre 480 une période historique précise. Il s'agirait pour les rédacteurs du Livre des Rois de placer la construction du temple de Salomon au cœur de l'histoire des Israélites, entre l'Exode et le retour de l'Exil babylonien. En 1965, Judah B. Segal fait remarquer que le nombre 480 en tant que multiple de 40 semble être symbolique (12 x 40) ; ce dernier étant généralement utilisé pour indiquer la durée d'une génération,. En 2007, après avoir additionné les diverses durées de judicatures et de règnes indiquées par le livre des Juges, le Premier Livre de Samuel et le Premier Livre des Rois, James K. Hoffmeier arrive à un écart de 633 années entre Salomon et l'Exode. La même année, par une autre analyse, Ralph K. Hawkins calcule un écart de 515 années. Avant eux, en 1999, Daniel Block arrive à un total de 593 années,.

#### L'expulsion des Hyksôs

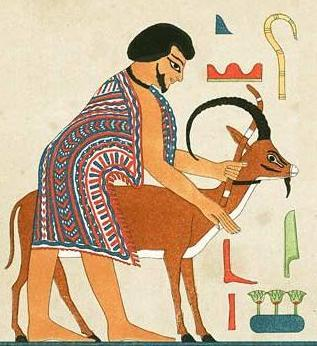
Nomade Hyksos - relevé moderne d'une fresque du Moyen Empire.

Plus connus sous la forme grecque de « Hyksôs », les Heqa-khasout (prince des pays étrangers, princes pasteurs), sont des populations sémitiques installées en Basse-Égypte autour de la ville d'Avaris durant la Deuxième Période intermédiaire (environ, entre 1650 et 1539 av. J.-C.). Cette présence étrangère en Égypte s'est manifestée de plusieurs manières ; contrôle absolu du Delta oriental (XVe dynastie), chefferies vassales dans le reste de la Basse-Égypte (XVIe dynastie), collaborateurs égyptiens en Moyenne-Égypte, surveillance de la Haute-Égypte tenue par la dynastie thébaine par des garnisons sur des points stratégiques (Gebelein) et par un accord d'alliance conclu avec les Nubiens. Le règne de la dynastie Hyksôs s'étend sur une centaine d'années et ne succombe face aux Thébains qu'après une difficile lutte de libération commencée par les pharaons Séqénenrê Taâ et Kamosé puis terminée par Ahmôsis Ier. La documentation égyptienne a noirci à l'extrême cette présence sémitique : 

« La colère divine souffla contre nous, et à l’improviste, de l’Orient, un peuple de race inconnue eut l’audace d’envahir notre pays, et sans difficulté ni combat s’en empara de vive force ; ils se saisirent des chefs, incendièrent sauvagement les villes, rasèrent les temples des dieux et traitèrent les indigènes avec la dernière cruauté, égorgeant les uns, emmenant comme esclaves les enfants et les femmes des autres »

— Flavius Josèphe, Contre Apion, Livre I, 14 (extrait - fragment manéthonien 42).
L'archéologie incite à plus de nuances. Dans Avaris et sa région, les Hyksôs ont imposé leur civilisation ; culte des divinités cananéennes (Baal, Astarté), sacrifice de l'âne, sépultures dans les habitations. Des pillages de nécropoles sont attestées mais les Hyksôs n'ont pas méprisé la civilisation égyptienne. Leurs souverains ont adopté la titulature pharaonique, ont usurpé des statues et des monuments et ont protégé la culture et les sciences.
Dans les plus anciennes théories sur le « pharaon de l'Exode », le point essentiel est l'identification des Hébreux avec les Hyksôs, et donc, celle de l'Exode avec l'expulsion des Hyksôs. Au Ier siècle, en s'appuyant sur l'historien égyptien Manéthon de Sebennytos, l'historiographe juif Flavius Josèphe considère les Hyksôs comme les ancêtres de son peuple :

« [Pharaon] conclut un traité d’après lequel ils devaient quitter l’Égypte et s’en aller tous sains et saufs où ils voudraient. D'après les conventions, les Pasteurs avec toute leur famille et leurs biens, au nombre de deux cent quarante mille pour le moins, sortirent d’Égypte et, à travers le désert, firent route vers la Syrie. Redoutant la puissance des Assyriens, qui à cette époque étaient maîtres de l’Asie, ils bâtirent dans le pays appelé aujourd'hui Judée une ville qui pût suffire à tant de milliers d’hommes et la nommèrent Jérusalem. »

— Flavius Josèphe, Contre Apion, Livre I, 14 (extrait - fragment manéthonien 42).

#### Identité des Hébreux (Apirou?)

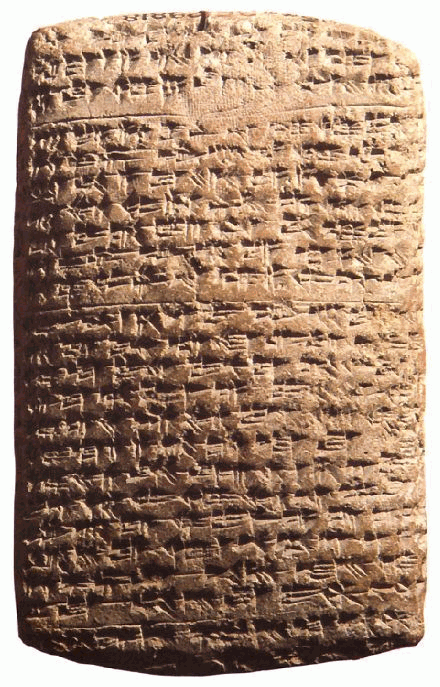
Une des tablettes de la correspondance diplomatique retrouvée à Amarna.

La Bible mentionne le peuple hébreu (עברי = ivri / ibri) une trentaine de fois. Cinq occurrences se rencontrent dans le récit de Joseph et treize dans celui de l'Exode. Il convient de faire une nette distinction entre les termes Hébreux et Israélites. Ils ne sont pas synonymes même si le terme Hébreu est souvent appliqué aux Israélites (Genèse 39, v.14 et Exode 10, v.3). Ainsi, dans le récit de l'Exode, les Israélites ne sont pas partis seuls, mais dans un groupe hétéroclite comprenant des non-Israélites : « Les Enfants d'Israël partirent de Ramsès pour Succoth au nombre d'environ 600 000 hommes à pieds, sans les enfants. Une multitude de gens de toute espèce montèrent avec eux. » (Exode 12, v.37-38) ; « Le ramassis de gens qui se trouvait au milieu d'Israël fut saisi de convoitise » (Nombres 11, v.4). Le « pays des Hébreux » d'où est issu Joseph (Genèse 40, v.15) est une contrée sans unité politique où « habitent les Cananéens, les Hittites, les Amorrites, les Périzzites, les Hivites et les Jébuséens » (Exode 3, v.8).
Cette distinction est importante. Côté égyptien, il n'y a que la stèle de Mérenptah qui fasse mention du peuple d'Israël. Cependant, plusieurs textes font état d'un peuple désigné comme les Apirou. Ces textes s'étalent sur une période comprise entre les XVe et XIe siècles av. J.-C., soit bien avant et après la Stèle de Mérenptah.
L'identification des Hébreux avec les Apirou est encore très discutée chez les commentateurs de la Bible et les historiens. Un certain nombre de faits semblent aller vers l'assimilation car certaines mentions présentent les Apirou comme des guerriers en Canaan ou comme des prisonniers de guerre. Sous Thoutmôsis III, des Apirou sont mentionnés à l'occasion de la prise de Joppé. Sous Amenhotep II, 3 600 d'entre eux sont ramenés captifs en Égypte. Sous Séthi Ier, en révolte, ils attaquent le voisinage de Beït Shéan. Sous Ramsès II, des Apirou participent au transport de pierres dans la région de Memphis tandis que sous Ramsès III, ils sont signalés comme étant offerts au temple d'Atoum d'Héliopolis et sous Ramsès IV comme œuvrant dans les carrières de pierres du Ouadi Hammamat. Dans les lettres d'Amarna, datant de l'époque d'Amenhotep III et de son fils Akhenaton, de nombreuses cités de Canaan demandent de l'aide à l'Égypte pour résister à leurs attaques. Dès les premières mentions des Apirou, en Mésopotamie au XVIe siècle dans le sillage des Hourrites, leur trait saillant est d'être présentés partout comme des étrangers, comme une population vivant en marge des civilisations urbaines, comme des nomades belliqueux et comme des mercenaires. Dans toutes ces attestations, les Apirou ne sont pas tant une ethnie qu'une catégorie socioculturelle. Dans son usage biblique, le terme « hébreu » recouvre un champ sémantique comparable. Les Israélites ne sont appelés « Hébreux » que par les Égyptiens et les Philistins. Face à ces deux peuples, c'est ainsi que les Israélites se présentent aux-mêmes. Par exemple, Yahvé est présenté devant Pharaon comme le « dieu des Hébreux » (Exode 7, v.16). Dans nombre de passages bibliques, c'est cette connotation sociologique qui prime. Aussi, ce qualificatif « Hébreux » peut-il être donné à des groupes manifestement non israélites (1 Samuel 14, v. 21).

#### Ville de Pi-Ramsès

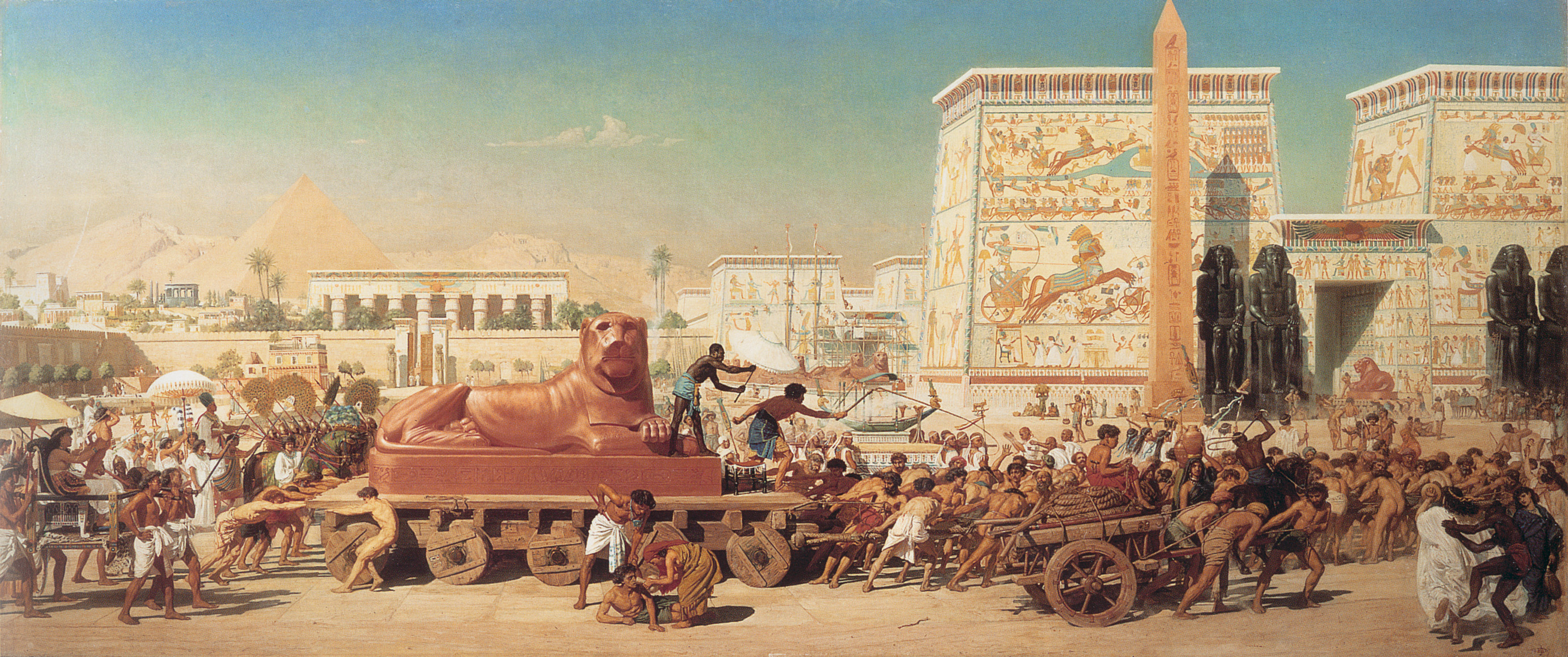
Israël en Égypte - peinture à l'huile - 1867 - Edward Poynter.

Selon Exode 1, v.11, les Israélites ont été employés à l'édification de deux villes égyptiennes : « C'est ainsi qu'il bâtit les villes de Pithom et Ramsès pour servir de magasins à Pharaon ». À partir du XIXe siècle, de nombreux biblistes et égyptologues en sont venus à présumer que la seconde localité est la capitale Pi-Ramsès construite par Ramsès II, le troisième monarque de la XIXe dynastie (entre 1279 et 1213 av. J.-C.). L'archéologie a démontré que l'antique Pi-Ramsès est à situer près de l'actuelle de Qantir dans le Delta du Nil, non loin de l'ancienne Avaris des Hyksôs. Des éléments archéologiques documentent aussi une occupation antérieure du site sous Horemheb (vers 1323-1295) et Séthi Ier (vers 1294-1279). Le site de Pi-Ramsès, florissant durant près de 150 ans, a ensuite été abandonné au début de la XXIe dynastie (vers 1069 av. J.-C.) au profit de la ville de Tanis située douze kilomètres plus au nord (actuelle San el-Hagar). Entre le milieu du XIe siècle et la fin du royaume de Juda au VIe siècle, Tanis est alors la principale ville du Delta. Ce fait explique sans doute qu'Asaph, l'auteur du Psaume 78, localise les dix plaies et l'Exode dans les campagnes de Tsoan (Zoan). Tsoan est en effet la forme écrite hébreue du toponyme égyptien Djanet, plus connu sous la forme grecque de Tanis.
Placer l'Exode dans le cours du XIIIe siècle, sous la XIXe dynastie, soulève toutefois de nombreuses difficultés. Pour nombre d'universitaires américains issus de la tradition protestante évangélique, l'évocation du toponyme Ramsès en Exode 1, v.11 est un anachronisme pour évoquer le site plus ancien d'Avaris sous la XVIIIe dynastie ; des vestiges de deux palais datés des débuts de cette époque ayant été découvert à Ezbet Helmi (à deux kilomètres au sud-ouest de Pi-Ramsès). D'autres, dans le sillage de Donald Redford estiment que le récit de l'Exode compile des éléments historiques et géographiques de tant d'époques différentes qu'il est difficile de déterminer à quelle époque l'événement a pu se produire. La Bible reflète certaines réalités du Nouvel Empire mais aussi d'autres se rattachant au VIIe siècle. À cette date, les pharaons Psammétique Ier et Nékao II (XXVIe dynastie), sur le modèle de leurs prédécesseurs, entreprennent de nombreux grands travaux dans le Delta dont la fondation de la ville de Pithôm.

#### Défaite d'Israël face à Mérenptah

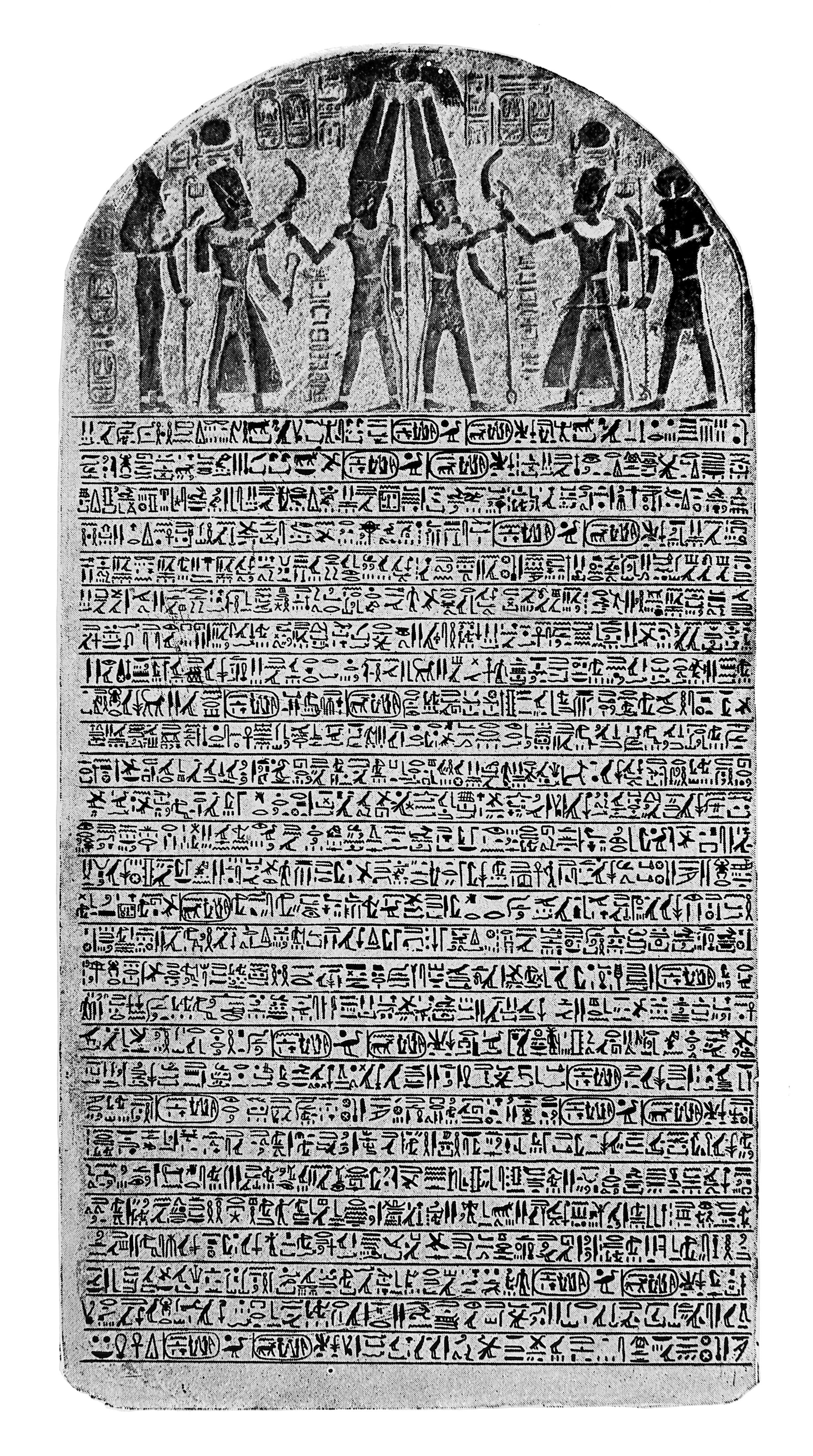
Représentation de la stèle de Mérenptah.

Au cours du XIXe siècle, le modèle de reconstitution faisant de Ramsès II le pharaon de l'Oppression et son fils Mérenptah celui de l'Exode a suscité un intérêt certain parmi les érudits religieux et les historiens. Cette interprétation est cependant soumise à rude épreuve depuis 1896. De cette année remonte, en effet, la découverte de la stèle de Mérenptah par l'anglais William M. Flinders Petrie dans la nécropole thébaine. Depuis lors, cette stèle est particulièrement connue pour contenir, dans la strophe finale, la première mention d'Israël en tant que peuple vivant dans la région de Canaan hors contexte biblique. Elle est datée de l'an cinq du règne soit vers 1209 av. J.-C.. Après une campagne militaire de répression, Mérenptah proclame sa victoire sur plusieurs peuples rebelles à son autorité :

« Canaan a été razzié de la pire manière. Ascalon a été enlevée. Gézer a été vaincue. Yénoam est comme si elle n'avait pas existé. Israël est dévasté, sa semence n'existe plus. Kharou est devenue une veuve du fait de l'Égypte. Toutes les terres sont réunies en paix. »

— Stèle de Mérenptah (extrait). Traduction de Jean Yoyotte.
Après cette découverte archéologique, les biblistes interprétant littéralement la Bible, ont conclu que cette stèle ne pouvait que déconsidérer Mérenptah dans le rôle du Pharaon de l'Exode ; les Hébreux ayant erré quarante années dans le désert du Sinaï après le passage de la mer Rouge. Cependant, un des moyens pour lever cette difficulté a été d'opérer un glissement chronologique en faisant de Séthi Ier, le pharaon de l'Oppression et Ramsès II celui de l'Exode. D'un point de vue archéologique, les prospections établissent qu'effectivement les premiers Israélites sont apparus à partir de 1200 av. J.-C. sur les hautes terres (Cisjordanie actuelle).
Mais, les sites occupés indiquent un faible chiffre de population. De plus, il s'agirait plutôt de la sédentarisation de bergers nomades d'origine cananéenne et non de l'installation d'une importante masse d'exilés venu depuis l'Égypte.

## Diversité des hypothèses
Il n'existe aujourd'hui aucune hypothèse qui ne se heurte pas à des incohérences ou à des impossibilités. Les hypothèses appuyées sur l'un de ces points évoqués plus haut sont très généralement contredites par un autre de ces points. Ainsi, par exemple, le fait de placer l'Exode à l'époque ramesside bute sur le fait que la longue succession de 400 ans d'événements décrite par le Livre des Juges, avant le règne de Saül et de David est alors réduite à une période beaucoup trop courte pour que l'hypothèse puisse être admise. Il y a contradiction entre, d'une part, ce que dit la Bible, qui tend à situer l'éventuel Exode vers le XVe siècle selon le Premier Livre des Rois (6, v.1) et les éléments archéologiques (stèle de Mérenptah, date de construction possible de Pi-Ramsès), qui situeraient plutôt cet Exode vers le XIIIe siècle.

### Période haute

#### Époque thoutmosside

##### Ahmôsis

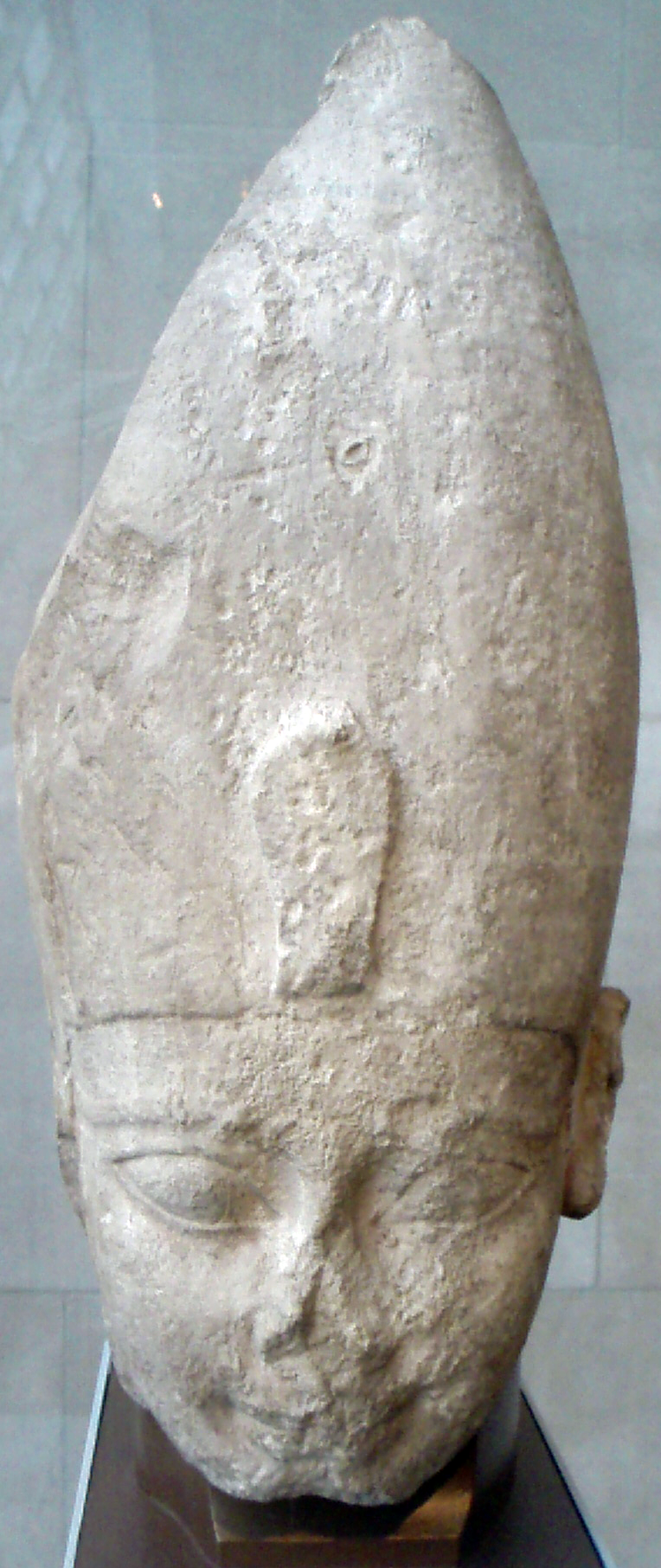
Tête d'Ahmôsis - XVIIIe dynastie - Metropolitan Museum.

En 1995, l'égyptologue belge Claude Vandersleyen milite en faveur d'une datation haute de l'Exode ; sous le règne du pharaon Ahmôsis Ier ou, pour le moins, dans les débuts du Nouvel Empire jusqu'au règne de Thoutmôsis III. Une thèse qu'il réitère 21 ans plus tard, en 2016. Dans sa démonstration, il évoque un faisceau d'indices, notamment les fragments manéthoniens qui placent le départ des Hyksôs sous Ahmôsis, le premier roi de la XVIIIe dynastie - Tethmôsis (frg. 50-51), Amôs (frg. 52). Ces Hyksôs sont en effet considérés comme les ancêtres des Israélites par les auteurs anciens dont l'historiographe juif Flavius Josèphe. La mention de la construction de Pi-Ramsès en Exode 1, v.11 qui argumente en faveur de la période ramesside est manifestement un anachronisme car le nom de cette ville est déjà utilisé en Genèse 47, v.11 lorsque Joseph, y installe son père et ses frères. Vandersleyen prend aussi en compte les indications chiffrées données par le texte biblique, soit quelque 594 années avant le roi Salomon, ce qui place la sortie des Hébreux au minimum vers 1400 av. J.-C. voire vers le XVIe siècle en tenant compte de nécessaires calculs d'ajustement. Les Dix plaies d'Égypte, prélude au départ, font penser à un événement tellurique et climatique important ; peut-être l'éruption du volcan de l'île méditerranéenne de Santorin. La date n'est pas fixée avec précision, entre la fourchette chronologique de 1628-1500 av. J.-C. Dès 1964, Angelos Galanopoulos a comparé l'ouverture et la fermeture de la mer Rouge en Exode 14, v.15-30 aux tsunamis (raz-de-marée précédé d'un retrait) qui accompagnent tout phénomène volcanique maritime. Le souvenir de ce cataclysme apparaît peut-être chez Manéthon (frg. 52). Sous le pharaon Misphragmuthôsis (autre nom d'Ahmôsis) est placé le Déluge de Deucalion ; sans doute comme un rappel que sous ce règne eut lieu un raz-de marée assez important. Le nuage de cendres volcaniques est mis en relation avec la colonne de nuée diurne et la colonne de feu nocturne qui guide les Hébreux en Exode 13, v.20-22. Côté égyptien, le grondement de la voix de Seth évoqué par le Papyrus Rhind et la Stèle de la Tempête érigée par Ahmosis dans le temple de Karnak commémorent peut-être ce même phénomène volcanique,. L'idée de lier le passage de la mer Rouge avec l'éruption est reprise en 2002 par deux géologues, le français Gilles Lericolais et l'américain William Ryan.

##### ThoutmôsisII

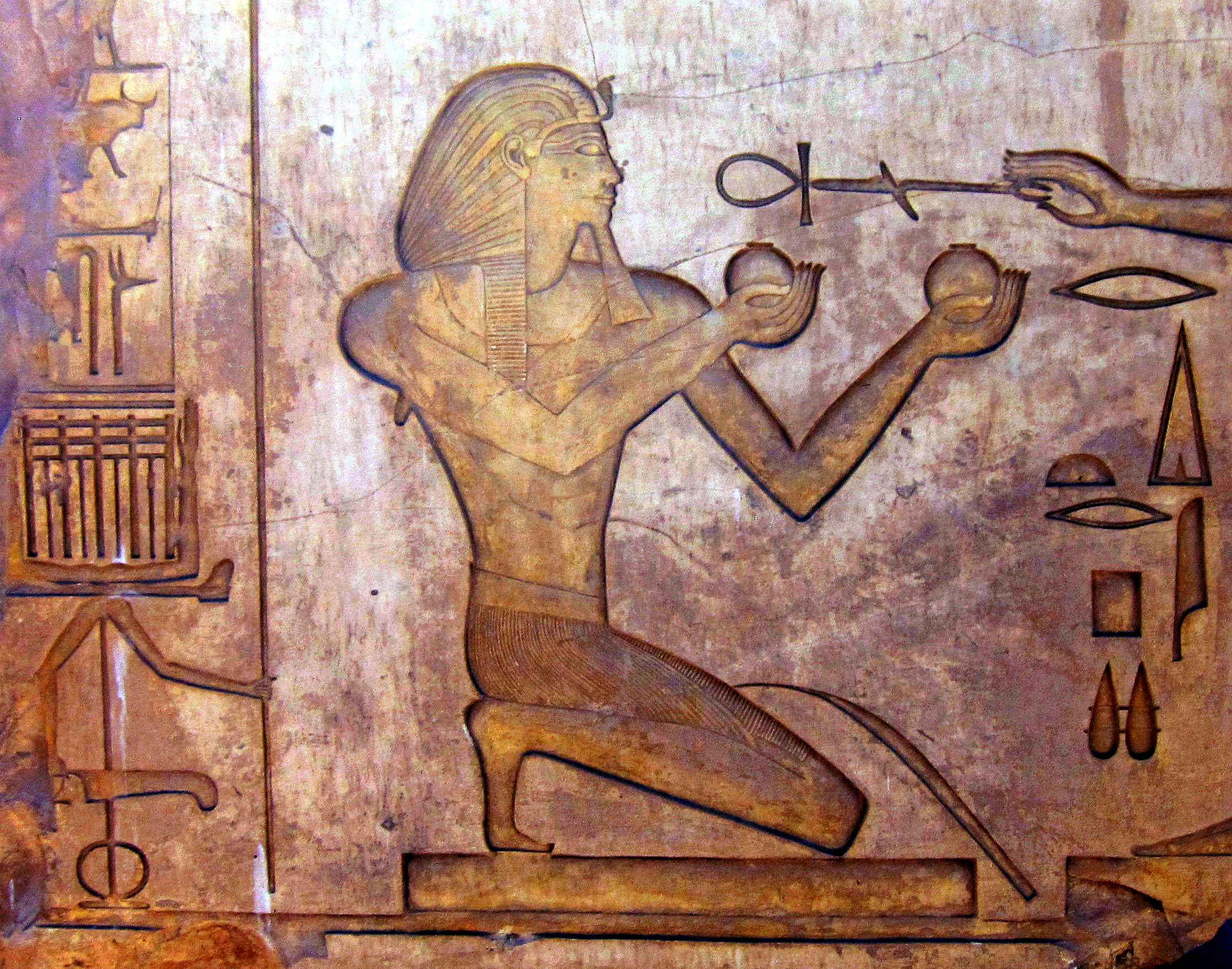
Thoutmôsis II sur un bloc du temple de Karnak.

Le nom de Thoutmôsis II est assez rarement associé à l'Exode biblique. Cependant, d'après un opuscule publié en 1974 par Jean de Miceli, ce souverain est celui qui a été confronté à Moïse. Alors qu'il est généralement convenu qu'il est très difficile de situer l'époque de la sortie d'Égypte, cet auteur parvient par des calculs astronomiques à fixer très précisément l'événement au jour près ; le 9 avril 1496 av. J.-C. De nombreux travaux égyptologiques inscrivent en faux ce calcul. Aussi, le décès de ce pharaon est plus communément daté de l'an 1479 av. J.-C. (selon J. Málek, D. Arnold, J. von Beckerath, I. Shaw, K. A. Kitchen, N. Grimal ou R. Krauss). Thoutmôsis II est un pharaon très mal documenté. Il est généralement présenté comme frêle physiquement et de santé fragile. La durée de son règne n'est pas connue avec certitude ; d'après les recherches les plus récentes, sans doute quelque trois années. Selon William H. Shea, cette obscurité a peut-être été volontairement orchestrée par ses successeurs. Sa tombe n'est pas connue. Aucun hypogée de la vallée des Rois n'est inscrit à son nom, bien que la tombe KV42 soit la plus probable. Terminée à la hâte, ce lieu est austère et sans ornement. Sa mort soudaine a sans doute prit de court les ouvriers attelés à sa réalisation. Soudaineté qui peut s'expliquer, toujours selon William H. Shea, par une noyade imprévue dans la mer Rouge. Après avoir quitté l'Égypte, les Israélites ont erré une quarantaine d'années dans le désert avant d'arriver en Canaan. Or, il se trouve que Thoutmôsis III a cessé toute activité militaire dans sa 42e année de règne ; sans doute impressionné par la présence d'Israélites en armes stationnés aux portes de son royaume. La momie attribuée à Thoutmôsis II a été découverte en 1881 et débandelletée en 1886 par Gaston Maspero. Le bras gauche est arraché, le bras droit sectionné au coude et la jambe droite est amputée d'un coup de hache. Cet aspect piteux est le résultat des pilleurs de tombe mais a aussi été présenté comme les conséquences d'un lynchage posthume par les Israélites quand ils ont vu le corps rejeté par les flots.

##### ThoutmôsisIII

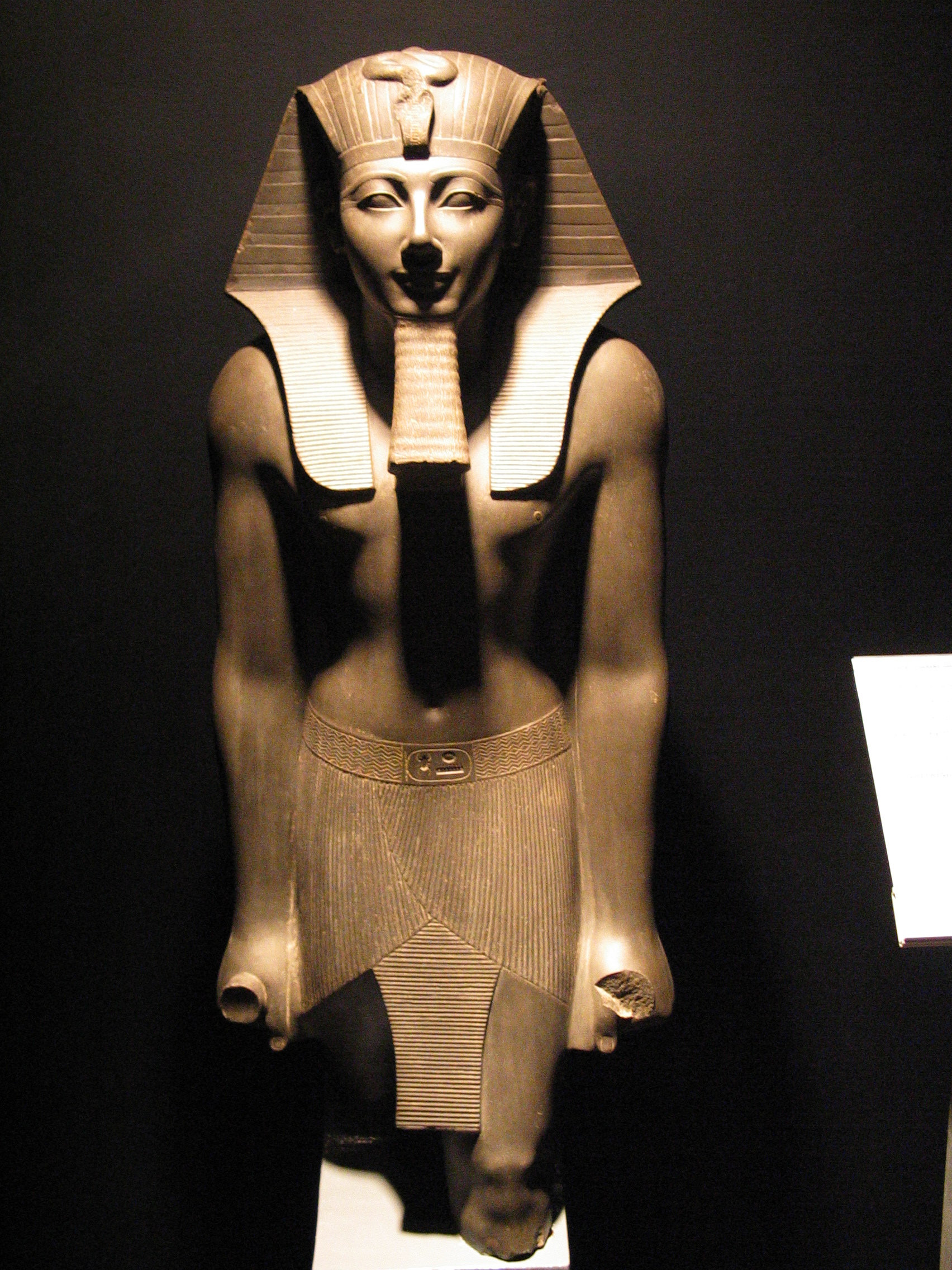
Statue de Thoutmôsis III exposée au Musée de Louxor.

Selon William H. Shea, le recoupement des textes bibliques avec les données extrabibliques pointe vers une identification de Thoutmôsis III avec le « pharaon de l'Exode ». Selon le Premier Livre des Rois (6, v.1), l'Exode s'est déroulé 480 ans avant le règne de Salomon soit vers l'année 1450 av. J.-C. À cette date, Moïse est âgé de 80 ans (selon Exode 7, v.7). Cette indication permet de situer sa naissance en 1530 av. J.-C. dans les premières années de règne de Thoutmôsis Ier. Le caractère cruel de ce pharaon transparaît dans les campagnes militaires qu'il a conduites en Nubie et Syrie-Palestine au cours desquelles de nombreuses exécutions ont été ordonnées. Aussi pourrait-il être le souverain qui a ordonné le massacre des garçonnets hébreux (Exode 1, v.22) et auquel Moïse a échappé. Il est plausible de penser qu'Hatchepsout soit la fille de pharaon qui a sauvé Moïse en le recueillant auprès d'elle. S'étant arrogée des prérogatives masculines, il se peut qu'Hatchepsout soit aussi le pharaon qui meurt durant l'exil madianite de Moïse. Toujours selon William Shea, Thoutmôsis III a indubitablement péri noyé dans la mer Rouge même si les textes égyptiens sont muets à ce propos. Des calculs de date sur ce que l'on sait de la mort de Thoutmôsis III au travers de la biographie d'Amenemheb (qui servit sous plusieurs pharaons dans la marine de guerre égyptienne) fixent cette mort vers l'an 1450 av. J.-C., à peu près vers la mi-mars, ce qui coïncide bien avec les indications bibliques (Exode 12-14) qui fixent le passage de la mer durant le mois de Nissan (mars-avril dans le calendrier julien).
Concernant la momie de Thoutmôsis III, en 1978, après radiographie, l'âge au décès a été estimé dans une fourchette compris entre 40 et 45 ans. Or, il est admis que Thoutmôsis III a régné 54 ans. De ce fait, il aurait donc dû avoir au moins 60 ans lors de son décès. Il est donc probable qu'un autre corps lui ait été substitué, ce qui se comprendrait s'il avait été impossible de donner une sépulture à son corps, disparu dans la mer Rouge. Noyé, le corps de Pharaon n'aurait pas été retrouvé et, à la place, un simple soldat aurait été déposé dans la tombe. Cette reconstitution est sévèrement critiquée, notamment par James K. Hoffmeier en 2007. La date du décès de Thoutmôsis III, fixée à 1450 av. J.-C., est désormais largement rejetée par les égyptologues (tel K. A. Kitchen), pour qui il est plus raisonnable de la fixer à l'an 1425 av. J.-C. De plus, la théorie de la substitution des corps n'est, au mieux, qu'une spéculation imaginative sans grande crédibilité.

##### AmenhotepII

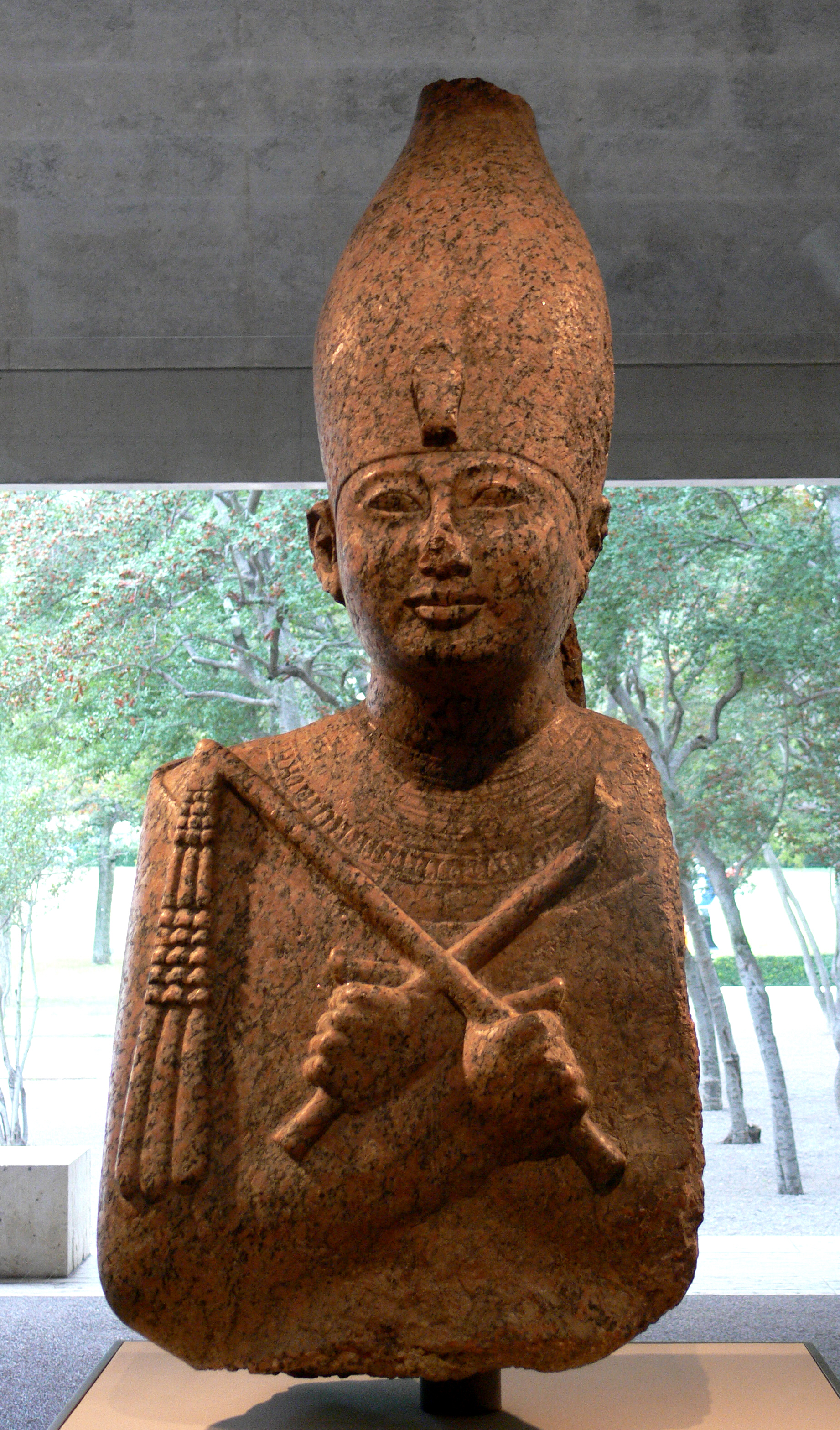
Statue d'Amenhotep II - XVIIIe dynastie - Musée d'Art Kimbell.

Une hypothèse suggère que Thoutmôsis III est le pharaon de l'Oppression et son fils Amenhotep II est celui de l'Exode. Ce modèle de reconstitution repose sur les données chronologiques livrée par la Bible dans le Premier Livre des Rois (6, v.1) et le Livre des Juges (11, v.26). Interprétées d'une manière littérale, ces données fixent l'Exode à l'année 1446 av. J.-C.,. Or selon une reconstitution de la chronologie historique des pharaons, cette année se situe en plein dans le règne d'Amenhotep II (selon D. B. Redford : 1454 à 1419 av. J.-C.). Cette hypothèse soulève de nombreuses difficultés, notamment du fait que la majorité des égyptologues s'accordent plutôt à assigner cette année au précédant souverain,. Faute de preuve directe, les partisans de l'hypothèse misent sur des données indirectes. Ils arguent ainsi du fait que le royaume égyptien a été contraint de remplacer la main-d'œuvre en fuite (600 000 Hébreux selon Exode 12, v.37) par une masse tout aussi importantes d'autres prisonniers de guerre. Cet argument est soutenu par une mention chiffrée livrée par une stèle commémorative d'une campagne militaire égyptienne en Palestine (An 9) où le total des captifs s'est élevé à 101 128 hommes. Les monarques égyptiens sont toutefois des habitués de l'hyperbole et ce nombre est manifestement une exagération ; Amenhotep II déclarant avoir soumis cent fois plus d'étrangers que ses prédécesseurs. La deuxième grande difficulté est que si l'on tient pour vrai toutes les affirmations de la Bible comme les données chronologiques, par honnêteté intellectuelle, il est tout aussi nécessaire d'accepter pour vrai la noyade de Pharaon. Or les momies de Thoutmôsis III et Amenhotep II ont été retrouvées à la fin du XIXe siècle dans la nécropole thébaine. Cependant, aucune trace de noyade a été décelée sur ces deux momies. En 2003, William H. Shea élabore une explication pour résoudre cette difficulté en avançant l'existence de deux pharaons homonymes. Le premier Amenhotep II (A) s'est noyé dans la mer en l'an 1446 av. J.-C. tandis que le second Amenhotep II (B) aurait continuer à régner par substitution. Selon ce même auteur, une autre preuve indirecte est le fait que Thoutmôsis IV, fils et successeur d'Amenhotep II ne semble pas être son fils aîné. Le prince Oubensénou, pressenti à monter sur le trône aurait été victime de la dixième des plaies d'Égypte infligée par Dieu ; la mort des premiers-nés : « [...] l'Éternel frappa tous les premiers-nés dans le pays d’Égypte, depuis le premier-né de Pharaon assis sur son trône, jusqu'au premier-né du captif dans sa prison [...] » (Exode 12, v.29-36).

#### Époque amarnienne

##### Akhenaton

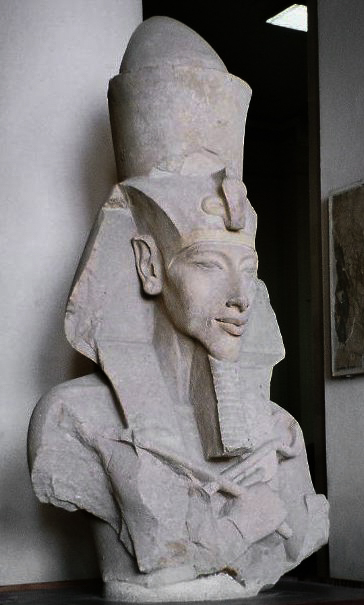
Buste d'Akhenaton - XVIIIe dynastie - Musée égyptien du Caire.

Proscrit par les anciens Égyptiens eux-mêmes, le pharaon Akhenaton a sombré dans l'oubli durant des millénaires. À la fin du XIXe siècle, la redécouverte de sa réforme monothéiste - l'Atonisme - a conduit des universitaires à penser que ce pharaon a entrepris une action religieuse très similaire à celle menée par Moïse. En 1894, l'américain James Henry Breasted démontre l'importance de cette révolution religieuse quant à la compréhension du monothéisme biblique. En 1905, il met en avant le lien étroit entre le Grand hymne à Aton et le Psaume 104. En 1910, il est suivi par Arthur Weigall mais ses positions, plus fantasques du point de vue philologique (Aton = Adonaï) ont été très vite sujettes à caution. Le grand partisan d'un lien entre l'Exode et Akhenaton est Sigmund Freud. Dans Moïse et le monothéisme, paru peu avant sa mort en 1939 mais en préparation dès 1934, il reprend en effet l'idée que Moïse n'est pas un Juif, mais un Égyptien de haut rang, peut-être un prêtre ou un prince, qui a apporté aux Hébreux leur religion monothéiste, dérivée du culte d'Aton,. Après la disparition d'Akhenaton, ambitieux, Moïse aurait voulu fonder son propre empire et conduisit l'exode hors d'Égypte.
Grand lecteur d'ouvrages égyptologiques, Freud s'est inspiré des publications de Breasted, Weigall, Gardiner et Carter. De plus, il a sans doute aussi été influencé par des romans historiques, notamment ceux du romancier russe Dimitri Merejkovski, auteur d'une trilogie traitant des pharaons de la période amarnienne. Déjà en 1935, Freud s'est hasardé à identifier Moïse à un personnage égyptien attesté par l'archéologie en songeant à un certain Thothmès. Si donc Freud a tenté de faire de Moïse un proche du pharaon Akhenaton mais distinct de lui ; d'autres, par la suite, n'ont pas hésité à sauter le pas en avançant une identité commune (Moïse = Akhenaton). Tel est le cas du journaliste Philippe Aziz en 1980 et de l'essayiste Ahmed Osman en 1990.

### Période basse

#### RamsèsII

##### Oppression ramesside

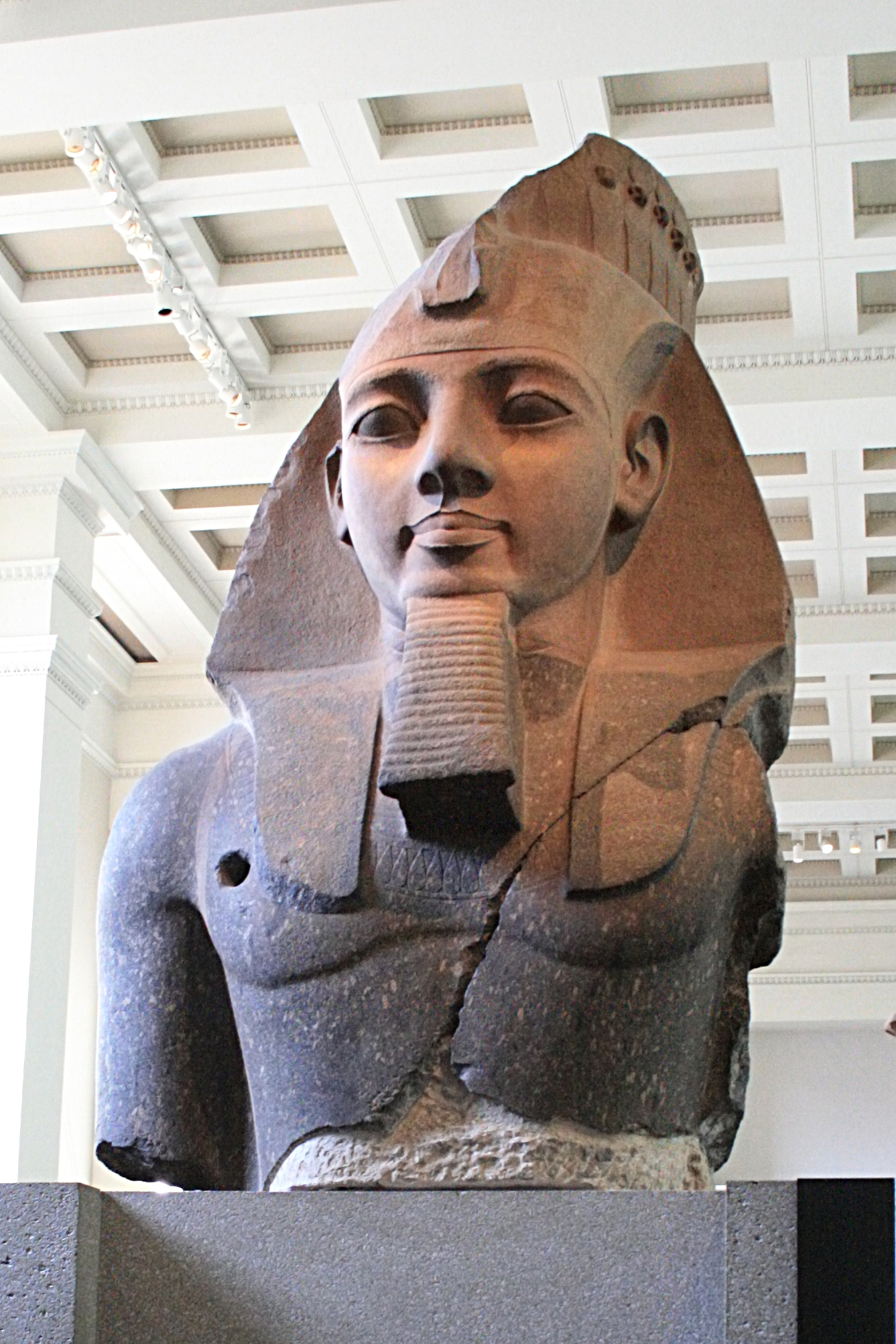
Statue colossale de Ramsès II - - British Museum.

Dans le milieu égyptologique, l'idée de placer la date de l'Exode durant la période ramesside remonte aux années 1840 et à Karl Richard Lepsius, le pionnier allemand de cette science,. Si ce dernier penchait plutôt pour Mérenptah, le candidat le plus fréquemment proposé est Ramsès II. D'après des reconstitutions de l'histoire exodique, notamment celle proposée en 1979 par l'exégète catholique Henri Cazelles, Moïse serait né sous Horemheb. Dans cette hypothèse, le « pharaon de l'oppression » est Séthi Ier et l'Exode est à situer dans les premières années de règne de Ramsès II. Non sans précautions, cette possibilité est évoquée par les égyptologues français Claire Lalouette en 1985, Nicolas Grimal en 1988 et Christiane Desroches Noblecourt en 1996. Cette dernière place l'événement dans la 7e année de règne, vers 1272 av. J.-C. à un moment où le désert du Sinaï connait une période d'insécurité (entre les années 2 et 8). En 1991, Joseph Mélèze-Modrzejewski place l'exode à partir de l'an 9, soit vers 1270 av. J.-C. En 1982, un autre spécialiste de la période, l'historien anglais Kenneth A. Kitchen, place lui, la sortie hors d'Égypte dans les trente premières années de règne, quelque temps après l'an 15. Cependant, il n'existe pas de preuves directes, ni documentaire, ni archéologique, que Ramsès II ait eu affaire aux dix plaies d'Égypte et qu'il aurait pourchassé des esclaves hébreux fugitifs. Même s'il ne doute pas de la véracité de l'Exode, Kitchen admet que cet événement « ne trouve aucun écho dans les fières inscriptions de Ramsès ; on ne célébra ni la perte d'un escadron de chars ni les malheureux qui remplacèrent dans les briqueteries et dans les ateliers la main-d'œuvre perdue » car « l'Égypte impériale considérait que l'exode était un incident sans lendemain bien que désagréable ». Des tentatives d'identification ont été menées. En 1998, l'américain Peter Feinman suggère de voir dans le général égyptien Méhy celui qui allait devenir Moïse après avoir été obligé de s'exiler.

##### Héros cinématographique
Au cours du XXe siècle, l'identification du pharaon de l'exode à Ramsès II est devenu un lieu commun entretenu par les moyens de la culture de masse d'origine nord-américaine. Sans doute s'agit-il, consciemment ou non, de donner à Moïse un adversaire prestigieux et ainsi renforcer auprès du grand public sa stature prophétique. En 1923, Cecil B. DeMille réalise pour la Paramount Pictures Les Dix Commandements, un film muet épique, où Moïse (Theodore Roberts) affronte Ramsès II (Charles de Rochefort). En 1956, ce même réalisateur livre un remake spectaculaire, lui aussi nommé Les Dix Commandements où les mêmes adversaires sont respectivement incarnés par Charlton Heston et Yul Brynner. Ce même affrontement est dépeint en 1998 dans Le Prince d'Égypte, un long-métrage d'animation réalisé par les studios DreamWorks. En 2000-2002, une comédie musicale française écrite par Élie Chouraqui et Pascal Obispo s'inscrit dans la lignée en s'attribuant le titre des Dix Commandements. En 2014, le film Exodus: Gods and Kings réalisé par Ridley Scott pérennise à son tour ce mythe moderne et l'on voit l'acteur Joel Edgerton jouer le rôle du pharaon Ramsès contre le prophète incarné par Christian Bale.

Les Dix Commandements (film, 1956)
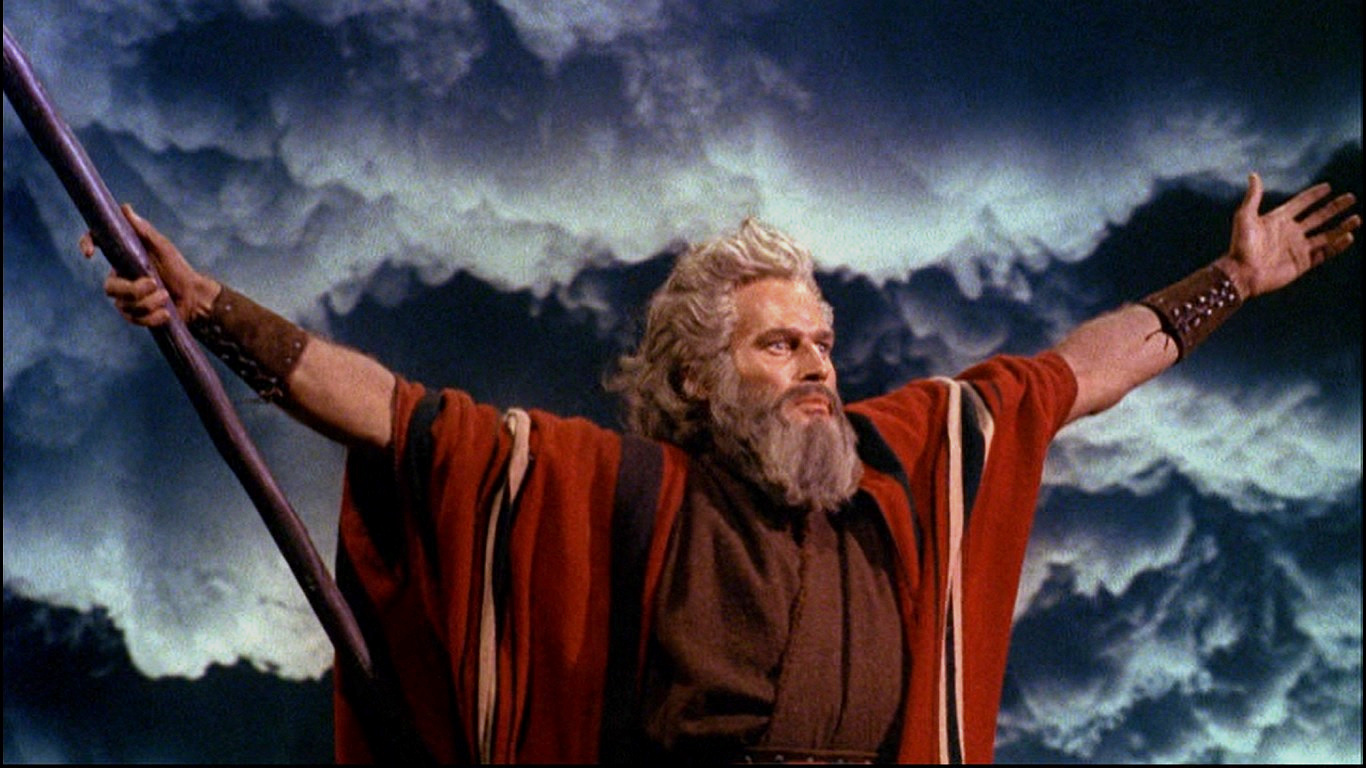
Charlton Heston, interprétant Moïse ouvrant les eaux de la mer Rouge.
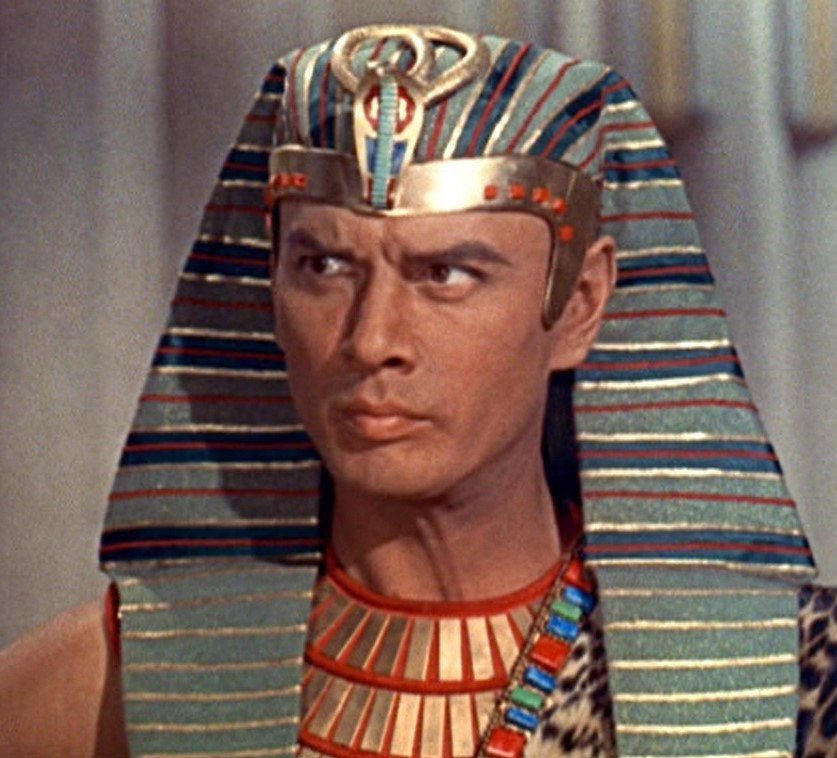
Yul Brynner dans le rôle de Ramsès II.

#### Mérenptah

##### Tradition alexandrine

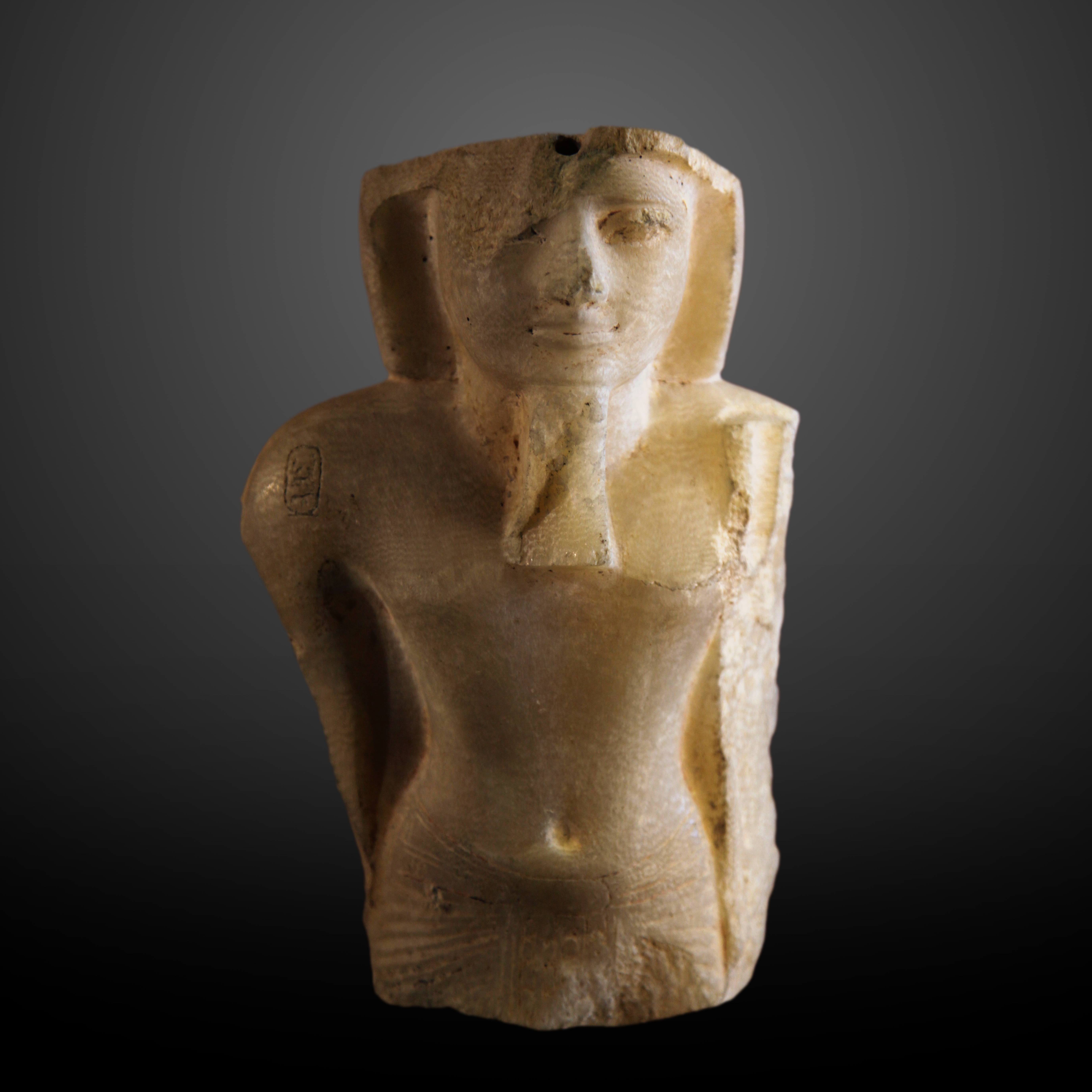
Buste fragmentaire en albâtre de Mérenptah - Musée du Louvre.

Comme l'a démontré Frédéric Servajean en 2014, à la suite de Manéthon, les historiens antiques ont considéré Mérenptah, le fils de Ramsès II, comme le pharaon de l'Exode. Dans l’Histoire des Impurs rapportée par Flavius Josèphe (Ægyptiaca, fragment 54), Moïse-Osarseph est le contemporain du pharaon Amenôphis. En ce dernier il ne faut pas voir Amenhotep III mais bel et bien Mérenptah. En effet, dans les listes royales cet Amenôphis est dit être le fils du pharaon Ramessès Miamoun en qui on ne peut voir que Ramsès II du fait de l'indication des 66 ans de règne (frag. 50 à 55). Ce fait est connu des scientifiques et biblistes du XIXe siècle. Après la découverte de la momie de Mérenptah en 1898 dans la nécropole thébaine, en 1900, Gaston Maspero note qu'il « serait, d'après une tradition alexandrine, le Pharaon de l'Exode, celui qui, dit-on aurait péri dans la mer Rouge ». Cette découverte n'a pas manqué d'irriter des clercs chrétiens ; si ce pharaon a été inhumé, il ne pouvait être celui qui est mort noyé comme l'atteste la Bible. Une délégation se rendit au Caire pour demander des explications à Maspero. Ce dernier s'en tire à bon compte en rapportant la présence d'une croûte de sel sur la peau de la momie en négligeant de leur dire que le natron était très communément utilisé dans le processus de momification.
S'il est vrai que Ramsès II constitue un candidat satisfaisant en tant que pharaon de l'Oppression du fait de ses activités de grand bâtisseur à Pi-Ramsès, son fils Mérenptah, en revanche, soulève bien des difficultés en tant que pharaon de l'Exode. Ainsi, il faut supposer que cet Exode soit survenu très tôt dans son règne pour lui permettre de mentionner en l'an 5 la présence d'Israëlites en Canaan sur la stèle de la Victoire. L'existence de cette stèle implique, par ailleurs, que Mérenptah n'est pas mort noyé lors de l'Exode. En 1934, cette difficulté n'empêche pas l'exégète néerlandais Paul Heinish de considérer l'an 2 de Mérenptah comme celle de la sortie. Cette idée est reprise en 1977 par l'essayiste allemand Philipp Vandenberg dans une biographie consacrée à Ramsès le Grand. Un an plus tôt, en 1976, le médecin français Maurice Bucaille s'approprie lui aussi de l'idée que Mérenptah soit le Pharaon de l'Exode. Cependant, il développe ce propos en affirmant qu'il s'est noyé dans les flots lors du passage de la mer Rouge.

##### Concordisme islamique

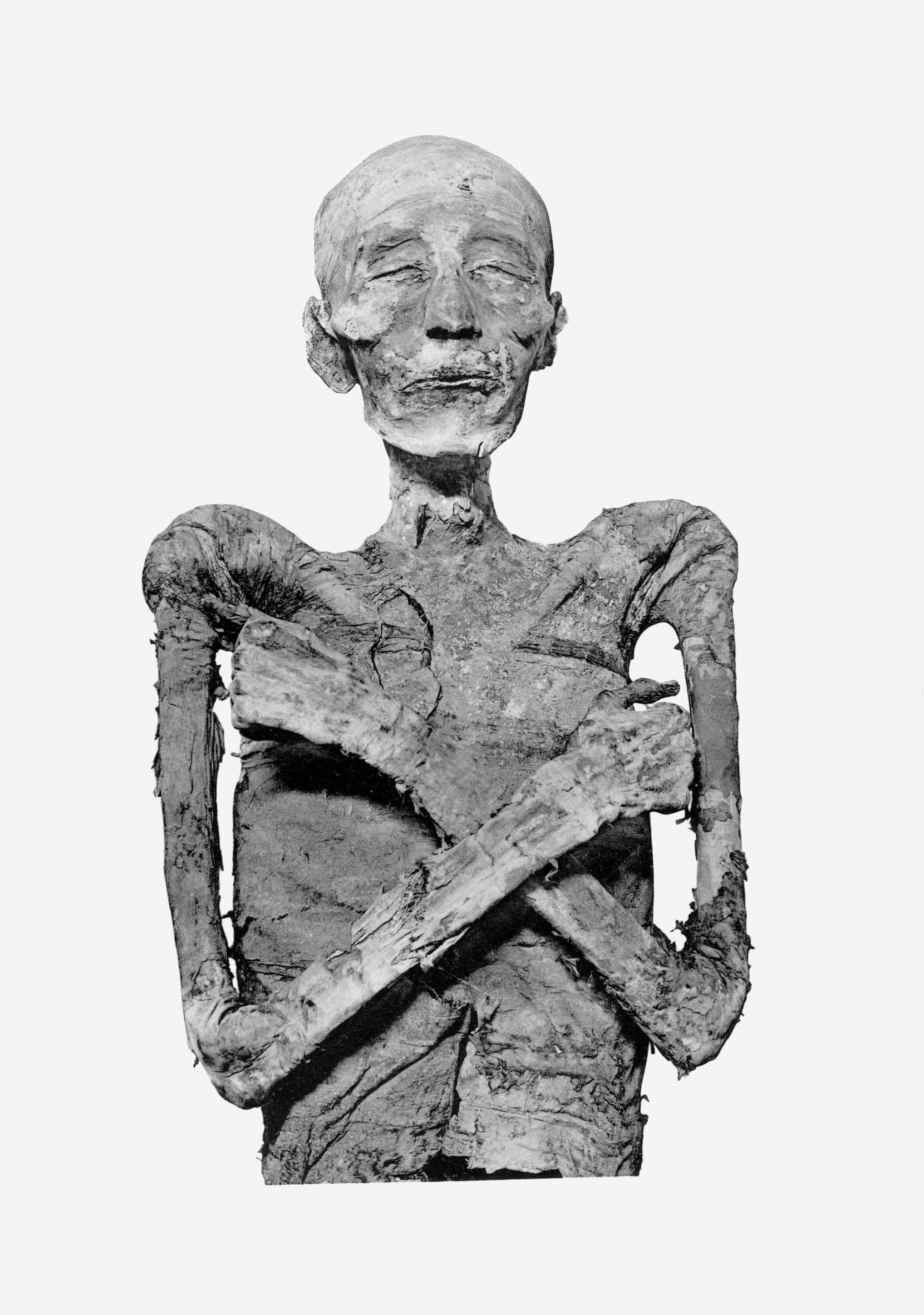
Momie de Mérenptah - Musée égyptien du Caire - Photo. de 1912.

En 1976, d'après le médecin français Maurice Bucaille, l'état du corps de Mérenptah suggère qu'il est mort noyé ou mort lors d'une bataille, ou les deux à la fois. Il interprète la préservation de ce corps momifié comme l'un des signes de l’authenticité divine du Coran ; la sourate 10 professant qu'Allah a épargné la dépouille de Pharaon après la submersion de l'armée égyptienne :

« Il serait par conséquent tout à fait conforme au récit des Écritures saintes qui parlent seulement d'engloutissement dans la mer, que le pharaon ait été victime lors du retour du flot d'un traumatisme ayant occasionné des blessures en divers points du corps décrites plus haut parmi lesquelles la plaie pénétrante cranio-cérébrale. Celle-ci eut amené une mort extrêmement rapide, le corps ayant été englouti immédiatement avant ou après la mort. Quoi qu'il en soit, il ne serait pas resté longtemps dans l'eau : ceci est formellement démontré médicalement et concorde parfaitement avec le passage du Coran sur la récupération rapide du corps. »

— Maurice Bucaille, Les momies des pharaons (extrait).
Après sa formulation, cette thèse concordiste a été très largement popularisée dans le monde musulman. Les ouvrages de Maurice Bucaille ont été traduits en arabe et ses assertions ont été reprises par nombre de militants islamistes à la télévision et sur internet. Cependant, cette thèse ne résiste guère à un regard critique. Les conclusions médicales formulées par Bucaille sont largement infondées et participent plus de la pseudo-science que de la science. La momie a été déroulée en 1908 et l'examen a révélé le corps d'un vieillard ayant souffert d'artériosclérose. Attaqué à la hache par les pillards durant l'Antiquité, le corps a été très dégradé au niveau du bas ventre et du bras droit. De plus, cette momie ne peut guère être considérée comme une preuve de l'exactitude du Coran. En effet, la momification des corps a été très largement pratiquée dans l'ancienne Égypte avant et après la mort de Mérenptah. Aussi, considérer cette momie comme un signe divin donné aux croyants est largement abusif. Sa découverte en 1898 n'est qu'une trouvaille archéologique parmi tant d'autres et il est vain de lui donner une importance théologique.

## De l'Histoire au mythe

### Origines historiques d'Israël

#### Protohistoire

Carte des douze tribus d'Israël selon les données géographiques mentionnées dans le Livre de Josué.

Durant deux siècles, les montagnes de l'actuelle Cisjordanie situées au nord de Jérusalem ont été le cœur du royaume d'Israël. Les étapes marquantes sont l'apparition de la royauté de Saül vers la fin du XIe siècle av. J.-C. et le règne du roi David vers 1000 av. J.-C. La période antérieure peut être considérée comme la protohistoire d'Israël.
Dans les années 1980-1990, après constatations archéologiques, un consensus s'est dégagé pour situer les origines d'Israël à la fin du Bronze récent et au Fer I, soit vers les XIIIe et XIe siècles av. J.-C. Côté égyptien, les nombreuses Lettres d'Amarna ne mentionnent pas les Israélites tandis que la stèle de Mérenptah atteste pour la première fois de leur présence en Canaan. Il est ainsi logique de penser que ce groupe humain a émergé, environ, entre les années 1330 et 1210 av. J.-C. À la suite des travaux de George Mendenhall et Norman K. Gottwald, cette émergence est présentée comme un phénomène interne à la Palestine sans influence ou apport extérieurs. Dans la population autochtone, les Israélites se seraient séparés des Cananéens après une révolte contre la pression fiscale des cités-états du littoral. Quittant la plaine, les Israélites se seraient installés dans les montagnes pour mener une vie rurale et pastorale. Une autre hypothèse est de présenter cette émergence comme la sédentarisation d'une population de nomades. L'archéologie montre en effet des cycles d'occupation des Hautes terres de Canaan où s'enchaînent vagues et crises d'habitat entre l'âge du bronze ancien et l'âge du fer II. Ce fait est illustré jusqu'à l'époque contemporaine. Par des études anthropologiques, aux XIXe et XXe siècles, les peuples du Moyen-Orient ont démontré leur capacité d'assurer une transition rapide entre l'élevage nomade et l'agriculture sédentaire, et vice versa, selon leur intérêt immédiat.
| Périodes             | Dates (av. J.-C.) | caractéristiques principales                                     |
| -------------------- | ----------------- | ---------------------------------------------------------------- |
| Bronze ancien        | 3500-2200         | Première vague d'habitat ; ≈ 100 sites                           |
| Bronze intermédiaire | 2200-2000         | crise de l'habitat ; abandon des sites                           |
| Bronze moyen         | 2000-1550         | Deuxième vague d'habitat ; ≈ 220 sites                           |
| Bronze récent        | 1550-1150         | crise de l'habitat ; 25 sites                                    |
| Fer I                | 1550-900          | Troisième vague d'habitat ; ≈ 250 sites                          |
| Fer II               | 900-586           | Développement de l'habitat ; 500 sites au VIIIe siècle av. J.-C. |

#### Légendaire d'une immigration

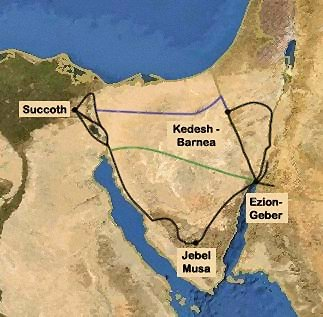
En noir apparaissent les chemins traditionnels de l'Exode, sur lesquels la plupart des experts sont d'accord. D'autres chemins de l'Exode possibles, mais moins probables, sont indiqués en mauve et en vert.

Selon André Lemaire, professeur à l'EPHE, le récit de l'Exode ne peut être totalement rejeté et présenté comme simple légende anhistorique. L'émergence des Israélites comme un phénomène interne au pays de Canaan est une thèse qui a pour principal défaut d'être en contradiction avec les récits bibliques ; notamment avec l'idée d'un exode depuis le royaume égyptien. Or, le récit de l'Exode s'explique mal sans une origine israélite extérieure. Une telle tradition historiographique a surtout pour but de justifier les droits d'occupation d'un peuple sur un territoire ; droits justifiés par l'ancienneté de l'occupation. Dans la Bible, les noms des douze fils de Jacob sont les noms des douze tribus constitutives d'Israël. Ces noms, apparemment personnels sont d'abord des noms de groupes sociaux et politiques. Aussi, les aventures des héros bibliques sont à interpréter comme les légendes historiques de groupes tribaux. La Maison de Joseph est liée à la région de Sichem et apparaît dans le Livre d'Amos (5, v.6-15 et 6, v.6) comme le symbole du royaume de Samarie. Selon toute probabilité, le récit de l'Exode des Enfants d'Israël a d'abord été propagé par ce groupe tribal ainsi que par les tribus d'Éphraïm et de Manassé qui s'en réclament.
Depuis le Livre de l'Exode (1, v.1) et jusqu'au Livre du Deutéronome (34, v.12), le récit biblique se structure autour de la sortie d'Égypte et l'arrivée des Israélites en vue de Canaan, au mont Nébo, sous la direction de Moïse. Au sujet de l'Exode mosaïque, la Bible amalgame beaucoup de récits littéraires et il est difficile de dégager la tradition la plus ancienne. Un exode massif de plusieurs centaines de milliers de personnes semble invraisemblable. Cependant, un fond historique paraît pouvoir se dégager. Un groupe d'Hébreux installé dans le delta du Nil semble être à l'origine d'un groupe d'israélites installé en Cisjordanie. À ce groupe, est aussi liée l'apparition du culte de Yahweh en cette dernière région. La figure de Moïse et son nom d'origine égyptienne, peuvent difficilement avoir été inventés de toutes pièces. Il paraît très réaliste que le chef (ou l'un des chefs) de ce groupe ait été Moïse et que le souvenir de ce personnage ait été entretenu et transmis par l'entremise des prêtres du temple de Silo situé dans les montagnes d'Éphraïm. L'itinéraire de ce groupe de migrants ne peut plus être reconstitué avec précision. Depuis le nord-est égyptien, il est sans doute entré en Cisjordanie en faisant un détour par la Transjordanie ; le littoral et le sud-ouest cananéen étant fermement contrôlé par les forces militaires pharaoniques. Les oasis de Qadesh Barnéa, de par leur situation géographique, ont surement joué un rôle important lors de cet exode. La tradition atteste aussi de l'ancienneté de l'installation par les Israélites sur le territoire situé au nord de la rivière Arnon. Le nombre des migrants ayant quitté l'Égypte est difficile à évaluer mais il devait s'élever, compte tenu de l'aridité du désert du Sinaï, à quelques centaines de personnes, un millier tout au plus. Ce nombre a éventuellement grossi par le ralliement d'autres groupes, dont peut-être les Madianites, pour arriver à une population de tout au plus quelque 3 000 personnes à l'entrée en Canaan.

#### Mémoire culturelle

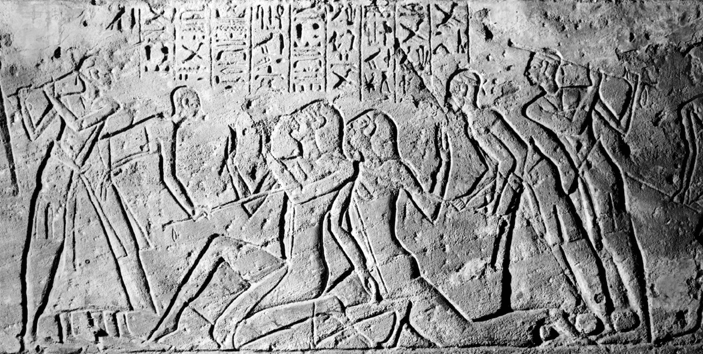
Des espions Shasou bastonnés par des Égyptiens (détail d'une scène de la bataille de Qadesh).

La vie de Moïse, telle qu'elle est racontée par le Pentateuque, a été mise par écrit pour la première fois durant les VIIIe et VIIe siècles av. J.-C., soit durant la domination de l'Assyrie sur le Proche-Orient ancien. Le récit n'a pas été écrit en un seul trait mais est le résultat de la mise en commun de plusieurs influences et interprétations. La naissance de Moïse et son abandon dans une corbeille lancée sur le Nil s'inspire de la naissance légendaire du roi Sargon d'Akkad. La fuite de Moïse vers le pays de Madian n'est pas sans rappeler le Conte de Sinouhé où le héros fuit l'Égypte vers le Redjenou. Selon l'exégète suisse Thomas Römer, la sortie d'Égypte, telle qu'elle est narrée dans la Bible, n'a aucun fondement historique. Ce qui importait à ses rédacteurs ce n'est pas tant le contexte historique que les messages théologiques qu'ils voulaient transmettre. Selon l'égyptologue Jan Assmann, résultat d'une mnémohistoire, le récit a été élaboré à partir de plusieurs traces de mémoires. Parmi ces traces figure le vieux souvenir de l'expulsion des sémites Hyksôs (vers 1540 av. J.-C.) et la présence de nomades sémites - entre autres Hapirou et Shasou - en Canaan et en Basse-Égypte durant le Nouvel Empire. Des indications égyptiennes datées d'Amenhotep II et Ramsès II mentionnent le « pays des Shasou-Yahweh » ou « Yahweh dans le pays Shasou ». Le terme Yhweh semble être une dénomination géographique, peut-être une montagne ou le nom du dieu adoré en ce lieu. On peut donc imaginer qu'un groupe de Shasou en conflit avec l'Égypte ait introduit le culte de Yahweh en Canaan. On peut aussi imaginer l'élaboration du récit de l'Exode par le transfert vers l'Égypte de la situation en Canaan. Durant plusieurs siècles, les pharaons du Nouvel Empire ont exploité la Syrie-Palestine en exigeant le paiement de tributs et en déportant des prisonniers. Ramsès III se vante ainsi d'avoir amené en Égypte des milliers de Cananéens. Le retrait des Égyptiens du Levant à partir de Ramsès VI (vers 1140 av. J.-C.), a pu être vécu comme la libération d'une oppression. Il se peut que l'histoire de l'Exode ait été mise par écrit pour la première fois sous le roi Josias (639 à 609 av. J.-C.). Or, ce moment est celui où l'Égypte du pharaon Nékao II reprend pied dans le Levant durant quelques décennies et en faisant probablement du royaume de Juda l'un de ses États vassaux.

#### Distinction mosaïque

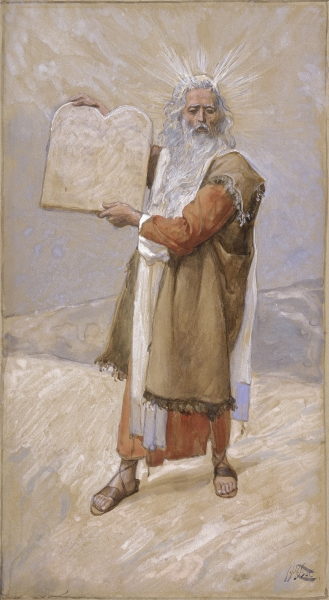
Moïse présentant le Décalogue - gouache - James Tissot.

Dans les religions monothéistes, la distinction entre le vrai et le faux est à l'origine de distinctions plus spécifiques ; entre Juifs et gentils (goyim), entre Chrétiens et païens, entre Musulmans et incrédules, etc. L'égyptologue Jan Assmann donne à ce phénomène le nom de « distinction mosaïque » parce que la tradition attribue ses origines à Moïse. Durant l'Antiquité, chez les polythéistes, l'idée qu'il puisse exister une religion fausse n'a pas cours. Il est ainsi très courant que le nom d'une divinité soit traduit dans une autre langue ; Hermès pour Thot, Adonis ou Dionysos pour Osiris, par exemple, dans l'interprétation grecque de la religion égyptienne. La religion juive innove en introduisant dans le monde culturel la séparation radicale entre vérité et erreur, entre l'intérieur et l'extérieur. Selon le deuxième commandement, polythéisme et idolâtrie sont assimilés et considérés comme une erreur à ne pas commettre : « Tu n'auras pas d'autres dieux face à moi. Tu ne te feras point d'image taillée ». Cette séparation entre vérité et mensonge trouve son expression dans l'Exode tel que formulée dans le premier commandement : « Je suis l'Éternel, ton Dieu, qui t'ai fait sortir du pays d'Égypte, de la maison de servitude ». L'Égypte est clairement le symbole de ce qui doit être rejeté car considéré comme faux. Le grand récit de l'Exode marque géographiquement la séparation d'Israël avec l'Égypte, ses pratiques polythéistes et son culte des images. Au cours de l'histoire juive, le mépris envers les idolâtres n'a cessé de se renforcer ; pour preuves un long chapitre du Livre de la Sagesse au Ier siècle et certains traités de Philon d'Alexandrie (De Decalogo, De legibus specialibus) au Ier siècle. Cette haine est cependant réciproque et plusieurs auteurs, Égyptiens pour la plupart, ont mené une contre-offensive littéraire contre les Juifs. Ce courant antijudaïque est, par exemple, représenté par Manéthon pour qui Moïse est un prêtre égyptien révolté, chef d'un groupe de lépreux (lire plus haut : Pharaon contre les impurs).
L'élaboration de ces récits égyptiens, alternatifs à celui de l'Exode biblique, résulte d'un processus mémoriel complexe. Ils ne sont pas le reflet d'une vérité historique mais sont l'assemblage de plusieurs souvenirs traumatiques de l'Histoire pharaonique transposés sur la personne de Moïse. Parmi ces souvenirs figure l'expérience amarnienne d'Akhenaton (XIVe siècle) qui s'est manifestée par l'antagonisme entre les croyances d'Amon et Aton et la fermeture des temples du premier, le déclenchement d'une pandémie en Égypte et au Levant à la même époque, mais aussi l'occupation Hyksôs (XVIe siècle) qui a influencé le thème de l'« ennemi religieux » ; cadre dans lequel les auteurs égyptiens du premier millénaire avant notre ère ont successivement inscrit les Assyriens, les Perses, les Grecs et enfin les Juifs,.

### Analyses littéraires

#### Exégèse biblique

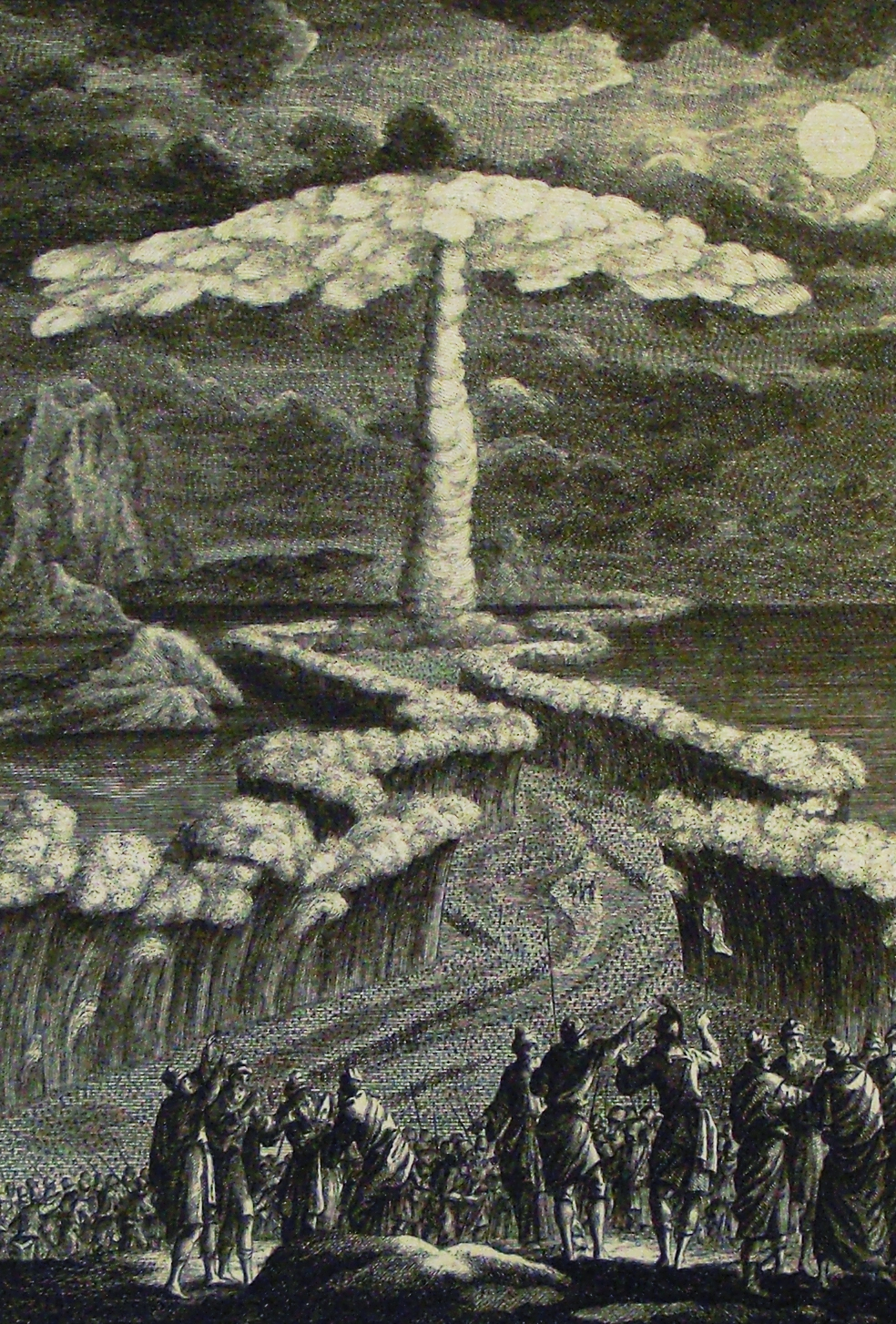
Passage de la mer Rouge - Phillip Medhurst.

Depuis le XVIIIe siècle, le Pentateuque est soumis à une lecture critique de la part de nombreux exégètes. Selon les tenants de l’hypothèse documentaire, dont Jean Astruc (1684-1766) et Julius Wellhausen (1844-1918), les cinq premiers livres de l'Ancien Testament, (Genèse, Exode, Lévitique, Nombres, Deutéronome), ont pour origine des documents provenant de quatre sources différentes : le document jahviste (source J), le document élohiste (source E), le document deutéronomiste (source D) et le document sacerdotal (source P pour prêtre). Chacune de ces quatre sources avait sa visée et sa structure propres. À différentes époques, elles ont été fusionnées pour former le texte unique que nous connaissons. Cependant, il est encore possible de déceler les structures et les agencements primitifs.
D'après Henri Cazelles, s'il est généralement admis que l'épisode du Passage de la mer Rouge est issu de trois versions primitives différentes, l'unanimité entre biblistes cesse quand il s'agit de se pencher, en détail, sur la répartition des versets. Dans le récit élohiste, les Israélites passent directement de l'Égypte au désert. Le passage de la mer Rouge n'est aucunement mentionné. Une colonne de nuée cache les Israélites aux yeux des Égyptiens qui sont à leur poursuite. Dans le récit jahviste, les Israélites traversent la mer à pied sec, les eaux refoulées par un vent d'est. D'une manière pittoresque, l'armée de Pharaon est mise en déroute par Dieu après qu'Il eut mystérieusement immobilisé les roues des 600 chars qui la transportaient. Lorsque les eaux reprennent leur place, tous les Égyptiens sont précipités dans la mer et noyés. Dans le récit sacerdotal, l'Exode est présenté comme une révolte et les Israélites quittent fièrement l'Égypte les armes à la main. Dieu crée un passage dans la mer entre deux murs d'eau verticaux et sauve son peuple en le faisant ainsi traverser. Là aussi, quand les eaux reprennent leur place, les Égyptiens sont noyés.

#### Pharaon, une figure archétypale

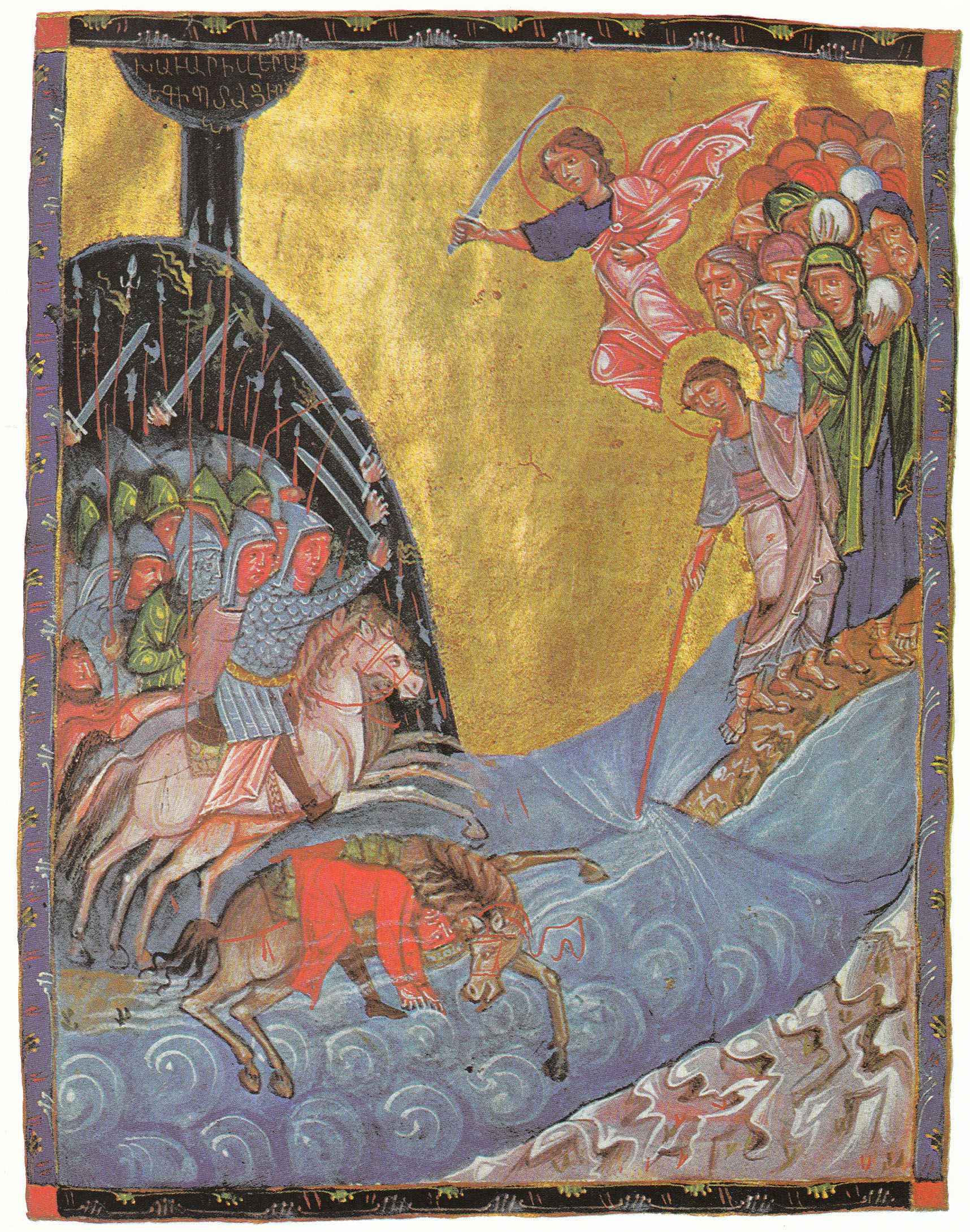
Le passage de la mer Rouge - illustration d'une bible arménienne du XIIIe siècle.

D'après Thomas Römer, le Pharaon de l'Exode est anonyme et rien n'empêchait les auteurs bibliques de lui donner un nom. Ce fait montre que les auteurs juifs ont voulu se placer sur le plan mythique et non pas historique. Il est donc vain d'identifier ce personnage à un pharaon ayant vécu. D'autant plus que certains passages bibliques, parmi les plus anciens, mentionnent l'exode sans faire allusion à Moïse comme dans le Livre du Deutéronome (6, v.21-25 et 21, v.7-8) et le Livre d'Amos (2, v.10). Le Pharaon de l'Exode est une figure archétypale ; le représentant arrogant d'un mode de vie égyptien basé sur le polythéisme mais qui doit finalement s'incliner devant la puissance du Dieu unique des Enfants d'Israël. La sortie d'Égypte est l'événement constitutif de la foi d'Israël. Le personnage de Pharaon y joue un rôle de premier plan ; pour preuve, le mot « Pharaon » est mentionné plus de cent fois dans le seul Livre de l'Exode et pratiquement plus par la suite sauf pour évoquer cette sortie. Il représente l'autorité politique d'un grand peuple ; une autorité peu encline à subir une autre volonté que la sienne. Les aspects négatifs et excessifs prédominent (esclavage, mis à mort des enfants, entêtement) car il s'agit de montrer au lecteur jusqu'où peut aller un souverain lorsqu'il n'accepte aucune instance divine supérieure. Tout au contraire, Moïse est le médiateur par excellence. Il est celui qui accepte Dieu et qui fait passer son peuple de l'oppression à la liberté, de l'arbitraire à la justice. Moïse transmet trois grands codes législatifs qui ont des visées différentes et qui, parfois, se trouvent en concurrence entre eux. Cette diversité est le reflet des différents courants qui ont traversé le judaïsme des origines et qui ont trouvé leur unité dans le personnage de Moïse. Quel qu'ait été le Moïse de l'Histoire, sa vie, son époque, ceci importe peu. Ce qui compte, c'est le Moïse biblique, tel qu'il apparaît dans les textes.

#### Mythes de la traversée des eaux

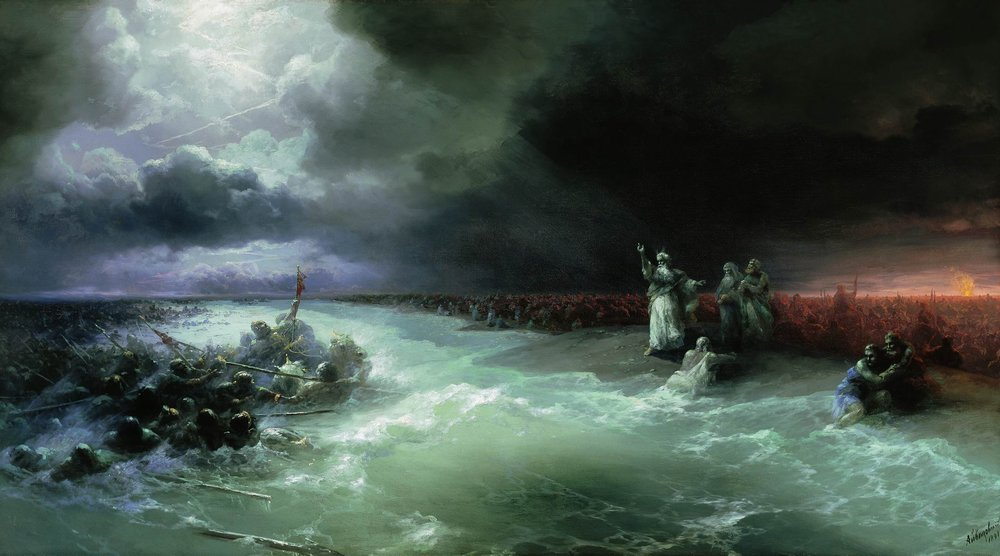
Passage des Juifs à travers la mer Rouge - 1891 - peinture à huile - Ivan Aivazovsky.

Le passage à travers une étendue d'eau est un lieu commun des récits légendaires.
Dans la Bible, le même miracle se reproduit lorsque Josué, successeur de Moïse, ordonne le passage du fleuve Jourdain ; les eaux se coupent devant les porteurs de l'Arche d'Alliance et tous traversent à pied sec (Livre de Josué 3, v.5-17). Les eaux se retirent miraculeusement devant Alexandre le Grand lorsqu'il se présente devant la mer de Pamphylie (ancien nom de la baie d'Antalya). Après un sacrifice humain, l'impénétrable marécage du Sudd s'ouvre devant le roi africain Nyikang dans sa migration vers un nouveau royaume (légende du peuple Shilluk). Selon l'égyptologue Sydney Hervé Aufrère, la noyade de Pharaon et de son armée est une amplification d'un thème égyptien qui apparaît de-ci, de-là dans la littérature égyptienne. Dans le Conte des deux frères (XIXe dynastie), lorsque Anubis veut tuer son frère Bata, un berger destiné à devenir pharaon, Rê intervient et sépare les deux rivaux en faisant apparaître une grande étendue d'eau. Dans l'un des contes du Papyrus Westcar (Moyen Empire), lorsqu'une concubine du pharaon Snéfrou fait tomber une pendeloque dans un lac, un magicien pose une moitié des eaux sur l'autre moitié afin de pouvoir aller à pied sec chercher le bijou et le rendre à sa propriétaire. Finalement, le magicien remet les eaux en leur premier état. Dans le Conte de Setné-Khâemouaset, daté de l'époque ptolémaïque, un magicien jette du sable dans le Nil et les flots s'ouvrent afin de laisser voir un écrit magique. Selon une légende égyptienne rapportée par Hérodote, la pharaonne Nitocris se serait vengée du meurtre de son frère en noyant ses ennemis dans des flots d'eau au cours d'un banquet. En fin de compte, l'engloutissement de la charrerie de Pharaon dans la mer Rouge est le retournement de l'un des motifs favoris de la propagande pharaonique, celui qui fait voir Pharaon debout sur son char et terrassant seul contre tous une armée entière. Selon Thomas Römer, dans la version deutéronomiste, le passage de la mer est présenté comme la guerre du seul Yahvé contre les Égyptiens. Cette intervention directe de Dieu en faveur de son peuple trouverait son origine dans l'iconographie et les récits guerriers assyriens. Il pense notamment à un relief du palais de Sennachérib où des guerriers assyriens parcourent un marécage à la recherche de Babyloniens.

#### Amenmes: un modèle d'inspiration

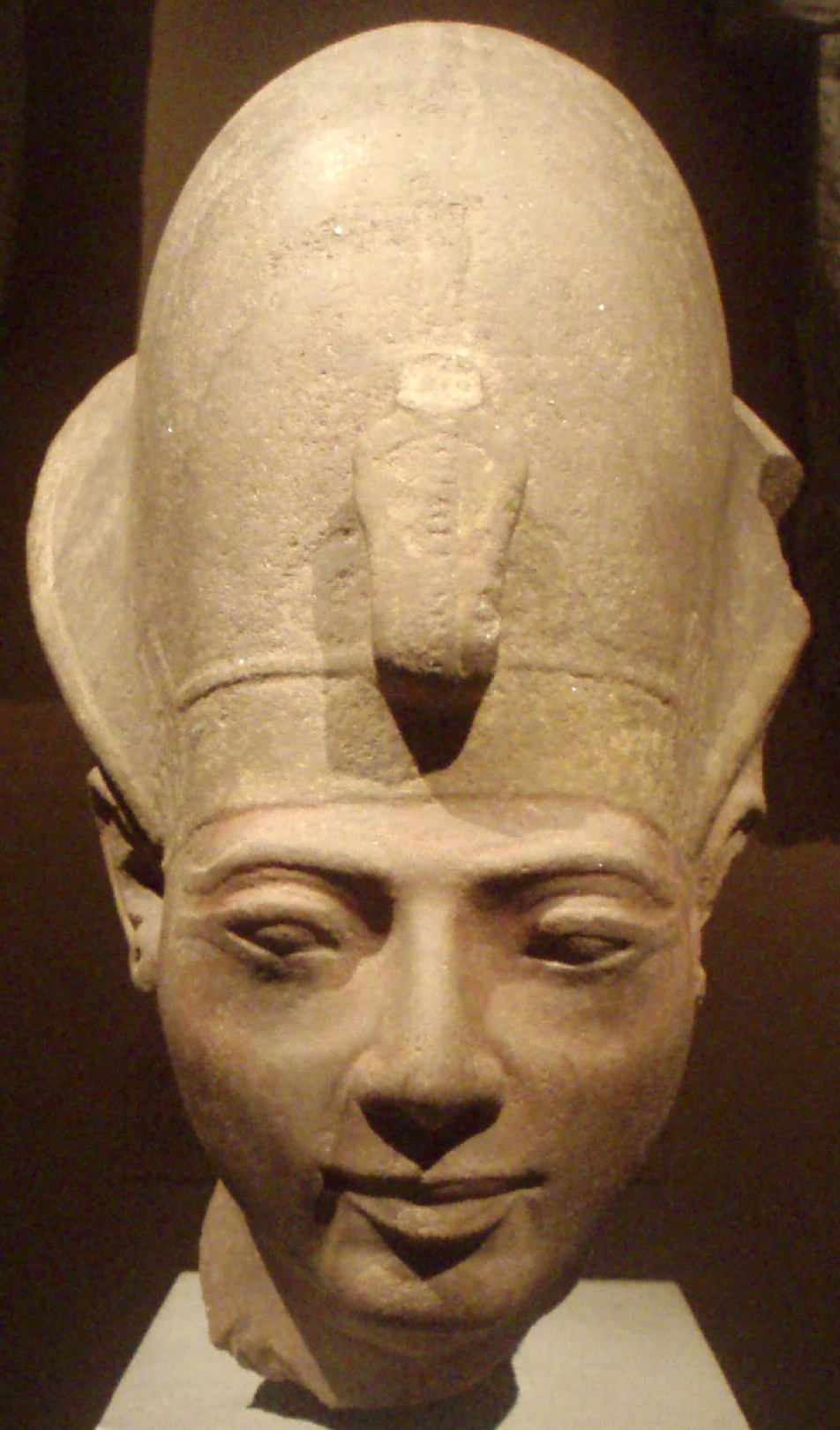
Tête d'Amenmes trouvée à Karnak - Metropolitan Museum of Art.

Selon l'égyptologue allemand Rolf Krauss, le récit de l'Exode est non-historique. Il s'agit d'une fiction religieuse rédigée à l'époque perse par un ou plusieurs auteurs anonymes (les Jahvistes). Son postulat de base est que le personnage de Moïse a été inspirée par un personnage historique réel ; un prince égyptien qui n'aurait été qu'un modèle.
Le nom de l'usurpateur Amenmes a parfois été évoqué comme pharaon de l'Exode, le fait que l'on n'ait pas retrouvé sa momie laissant planer le doute sur les conditions de sa disparition subite, sa tombe dans la vallée des Rois ayant en outre été laissée inachevée. Contrairement aux autres pharaons de la période dont on a retrouvé les corps, et dont le culte funéraire a été assuré par la suite, le cas d'Amenmes pourrait ainsi correspondre à l'interprétation de l'Exode qui voudrait que « Pharaon » ait péri englouti dans les eaux de la mer Rouge avec son armée.
Mais de nombreux éléments s'opposent à ce qu'il le soit, comme en premier lieu, le fait que son court règne est beaucoup trop tardif pour qu'il soit plausible de l'identifier comme le pharaon de l'Exode, comme pour tous les pharaons de la XIXe dynastie. De plus, il s'agit d'un usurpateur dont les monuments et traces seront systématiquement effacés par ses successeurs, à commencer par Siptah, descendant de la branche légitime de la dynastie.

## Dans la culture

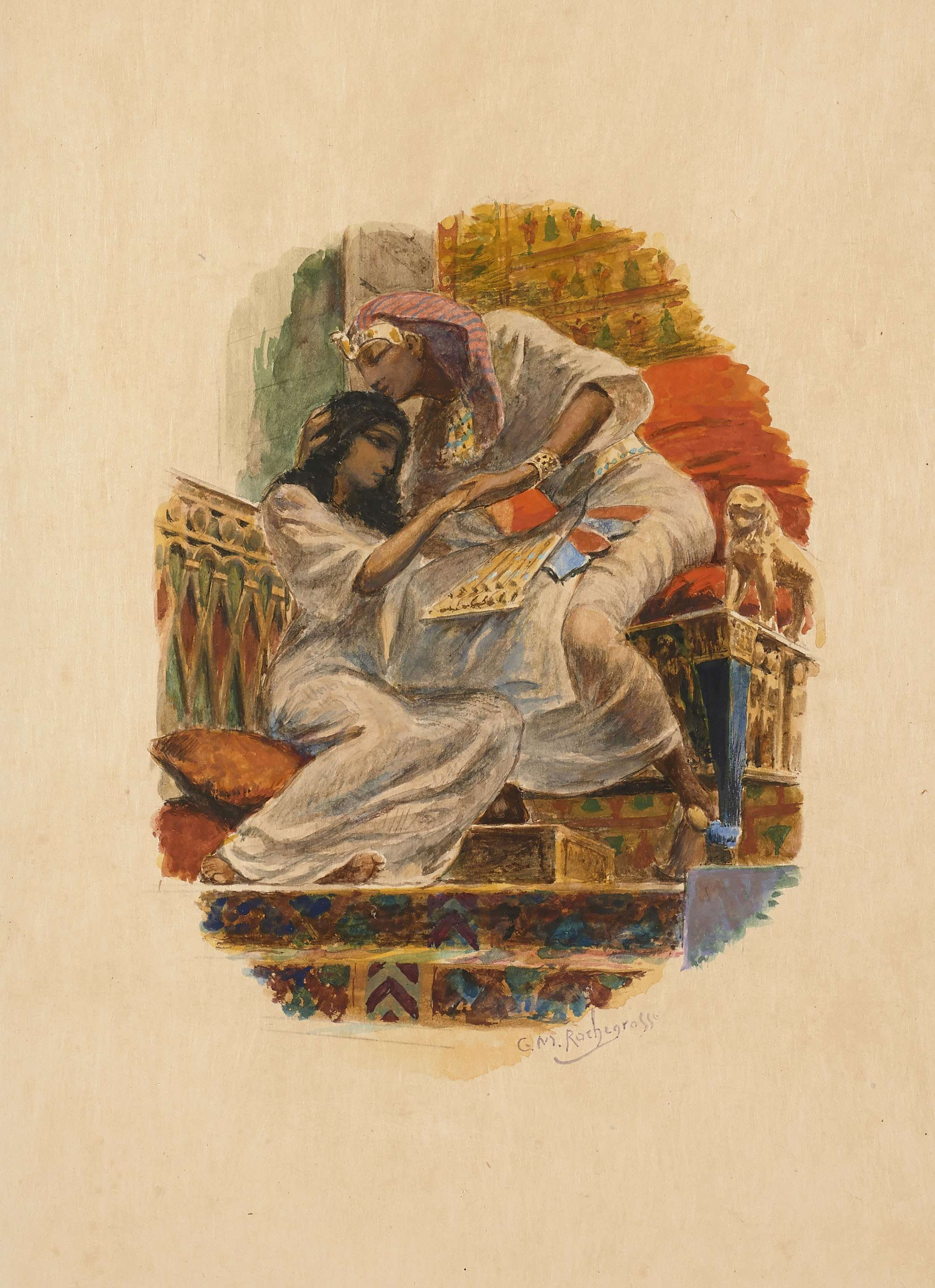
Le pharaon et Tahoser. Aquarelle de Georges-Antoine Rochegrosse pour l'édition François Ferroud, 1920.

Dans Le Roman de la momie, roman de Théophile Gautier (1857), l'héroïne Tahoser est capturée par le Pharaon qui est amoureux d'elle et qui l'enferme dans son palais. Elle assiste impuissante au conflit qui l'oppose à Moïse et Aaron et tente à plusieurs reprises de le convaincre d'accepter de libérer les Hébreux, en vain. Après qu'il soit mort dans la Mer Rouge en tentant de les poursuivre, « Tahoser attendit en vain Pharaon et régna sur l'Égypte, puis elle mourut au bout de peu de temps ». Elle est alors momifiée et inhumée dans le tombeau de la vallée de Biban-el-Molouk qui était au départ destiné au Pharaon.

#### Traductions
- Mohamed Chiadmi (traducteur), Le Noble Coran : Nouvelle traduction française du sens de ses versets, Lyon, Éditions Tawhid, 2005, 760 p. (lire en ligne)
- (grc + fr) Diodore de Sicile (trad. Ferd. Hoefer), Bibliothèque historique : Livre XL, 1865 (lire en ligne)
- P. L. B. Drach, « Yashar - Sépher Haiyashar - Livre du juste », dans Abbé Migne, Dictionnaire des apocryphes ou collection de tous les livres apocryphes relatifs à l'Ancien et Nouveau Testament, Paris, 1858 (lire en ligne), p. 1087-1340.
- (grc + fr) Flavius Josèphe (trad. Léon Blum), Contre Apion, Paris, Les Belles Lettres, 1930 (réimpr. 2003), 132 p.
- (grc + en) Manéthon (trad. W. G. Waddell), Manetho with an english translation, Cambridge (Massachusetts), Harvard University Press, 1940 (réimpr. 1964) (lire en ligne)
- Elie Munk, La Voix de la Thora : Commentaire du Pentateuque, vol. 2. L'Exode, Paris, Fondation Samuel et Odette Levy, 1981, 613 p. (ISBN 2-914860-09-9 et 2-914860-09-9)
- Louis Segond, La Sainte Bible : qui comprend l'Ancien et le Nouveau Testament traduits sur les textes originaux hébreu et grec, Genève, Maison de la Bible, 1968 (lire en ligne)
- Tacite (trad. P. Wuilleumier et H. Le Bonniec, annoté par J. Hellegouarch), Histoires, Paris, CUF, 1987-1992 (lire en ligne)

#### Dictionnaires
- Michel Dessoudeix, Chronique de l'Égypte ancienne : Les pharaons, leur règne, leurs contemporains, Arles, Actes Sud, 2008, 780 p. (ISBN 978-2-7427-7612-2)
- Geoffrey Wigoder (directeur) (trad. de l'anglais), Dictionnaire encyclopédique du Judaïsme, Paris, Le Grand Livre du mois, 1996, 1635 p. (ISBN 2-7028-1080-2).

#### Ouvrages
- Jan Assmann, Moïse l'égyptien : Un essai d'histoire de la mémoire, Paris, Éditions Aubier-Montaigne, 2001, 412 p. (ISBN 978-2-08-124078-0).
- Sydney H. Aufrère, Pharaon foudroyé : Du mythe à l'histoire, Gérardmer, Pages du Monde, 2010, 365 p. (ISBN 978-2-915867-31-2).
- Christophe Barbotin, Âhmosis et le début de la XVIIIe dynastie, Paris, Pygmalion, 2008, 295 p. (ISBN 978-2-85704-860-2).
- Maurice Bucaille, Les Momies des pharaons et la médecine : Ramsès II à Paris, le pharaon et Moïse, Paris, Séguier, 1987, 247 p. (ISBN 2-906284-47-5).
- Maurice Bucaille, Moïse et Pharaon ; Les Hébreux en Égypte ; Quelles concordances de Livres saints avec l’Histoire ?, Paris, Seghers, 1995, 263 p. (ISBN 2-232-10466-4).
- Henri Cazelles, À la recherche de Moïse, Paris, Le Cerf, 1979, 176 p. (ISBN 2-204-01290-4)
- Henri Cazelles, Autour de l'Exode : études, Paris, Gabalda, 1987, 438 p. (ISBN 2-85021-024-2)
- Collectif, « Aspects de l'idéologie royale égyptienne », Égypte, Afrique et Orient, Montségur, Centre d'égyptologie, no 74,‎ 2014 (ISSN 1276-9223)
- Israël Finkelstein et Neil Asher Silberman (trad. Patrice Ghirardi), La Bible dévoilée : Les nouvelles révélations de l'archéologie, Paris, Bayard, 2002, 432 p. (ISBN 2-7028-7254-9).
- (en) Dennis C. Forbes, Tombs, Treasures, Mummies : Seven Great Discoveries of Egyptian Archaeology, KMT Communications, In, 1998.
- (en) James K. Hoffmeier, Israel in Egypt : The evidence for the authenticity of the Exodus Tradition, New-York / Oxford, 1997, 280 p. (ISBN 978-0-19-513088-1, lire en ligne).
- Rolf Krauss, Moïse le pharaon, Monaco, Le Rocher, 2000, 328 p. (ISBN 2-268-03781-9).
- E.-M. Laperrousaz (dir.), La protohistoire d'Israël : de l'Exode à la Monarchie, Paris, Le Cerf, 1990, 343 p. (ISBN 2-204-04128-9), p. 183-292, André Lemaire, « Aux origines d'Israël : La montagne d'Éphraïm et le territoire de Manassé ».
- Donald Redford, Egypt, Canaan, and Israel in Ancient Times, Princeton University Press, 1992 (réimpr. new edition 1993), 512 p. (ISBN 0-691-00086-7, EAN 978-0691000862, lire en ligne).
- Thomas Römer (préface), Ce que la Bible doit à l'Égypte, Paris, Bayard / Le Monde de la Bible, 2008, 284 p. (ISBN 978-2-227-47767-4).
- Thomas Römer, Moïse en version originale : Enquête sur le récit de la sortie d'Égypte (Exode 1-15), Montrouge / Genève, Bayard / Labor et Fides, 2015, 280 p. (ISBN 978-2-227-48837-3).
- Roger Sabbah et Messod Sabbah, Les secrets de l'Exode : L'origine égyptienne des Hébreux, Jean-Cyrille Godefroy Editions, 2000, 565 p. (ISBN 978-2-253-15499-0).
- Elias Saïd, Coran et science moderne : Ni miracle ni concordance, Paris, Éditions Publibook, 2013, 226 p. (ISBN 978-2-924312-02-5 et 2-924312-02-7, lire en ligne).
- Frédéric Servajean, Mérenptah et la fin de la XIXe dynastie, Paris, Pygmalion, 2014, 399 p. (ISBN 978-2-7564-0991-7).
- (en + fr) G. Elliot Smith, Catalogue général des antiquités égyptiennes du Musée du Caire : The Royal Mummies, Le Caire, 1912 (lire en ligne).
- Claude Vandersleyen, L'Égypte au temps de Moïse, Paris, L'Harmattan, 2016, 187 p. (ISBN 978-2-343-08770-2).
- (en) Geoffrey W. Bromiley, International Standard Bible Encyclopedia, Michigan, Wm. B. Eerdmans Publishing Co, 1982, 1028 p. (lire en ligne)
- Gustave Lefebvre, Romans et contes égyptiens de l'époque pharaonique, Paris, Librairie d'Amérique et d'Orient Adrien Maisonneuve, 1949 (réimpr. 1976), 232 p.

#### Articles et chapitres d'ouvrages
- Christian Cannuyer, « Israel in Egypt : The evidence for the authenticity of the Exodus Tradition [compte rendu] », Égypte, Afrique et Orient, no 27,‎ 2002, p. 41-42
- Christiane Desroches Noblecourt, « L'après Qadesh », dans Ramsès II : La véritable histoire, Pygmalion, 1996 (ISBN 285704481X), p. 248-256
- (de) Angelos Galanopoulos, « Die ägyptischen Plagen und der Auszug Israels aus geologisher Sicht », Das Altertum 10,‎ 1964, p. 131-137.
- (de) Angelos Galanopoulos, « Tsunami. Bemerkungen zum Aufsatz « Die santorin-Katastrophe und der Exodus » », Das Altertum 13,‎ 1967, p. 19-20
- Richard Goulet, « Porphyre et la datation de Moïse », Revue de l'histoire des religions, t. 192, no 2,‎ 1977, p. 137-164 (lire en ligne).
- Denis Gril, « le personnage coranique de Pharaon d'après l'interprétation d'Ibn Arabi », Annales Islamologiques, vol. 14,‎ 1978, p. 35-37 (lire en ligne).
- Nicolas Grimal, « L'Exode », dans Histoire de l'Égypte ancienne, Fayard, 1988 (ISBN 9782253065470), p. 338-340
- (en) James K. Hoffmeier, « What is the biblical date for the Exodus ? A response to Bryant Wood. », Journal of the evangelical theological society (JETS), nos 50/2,‎ juin 2007, p. 225–247 (lire en ligne)
- Kenneth Anderson Kitchen, « L'Exode des hébreux », dans Ramsès II : Le pharaon triomphant, Le Rocher, 1985 (traduction française) (ISBN 2268014347), p. 101-104.
- Claire Lalouette, « Forces internes et premières menaces », dans L'Empire des Ramsès, Fayard, 1985 (ISBN 2080813293), p. 259-263
- (en) William H. Shea, « The date of the Exodus », dans International Standard Bible Encyclopedia, vol. D-E, Grand Rapids, Wm B. Eerdmans Publishing Co., 1982 (réimpr. 1997) (ISBN 1-56865-412X, lire en ligne), p. 380-388.
- (en) William H. Shea, « The date of the Exodus », dans Giving the Sense : Understanding and using Old Testament historical texts, Grand Rapids, Kregel Publications, 2003 (ISBN 0-8254-2892-0, lire en ligne), p. 236-255.
- Claude Vandersleyen, « L'Exode biblique », dans L'Égypte et la vallée du Nil : Tome 2. De la fin de l'Ancien Empire à la fin du Nouvel Empire, PUF, 1995 (ISBN 2130465528), p. 232-237.
- Youri Volokhine, « À la recherche de Moïse », Égypte, Afrique et Orient, no 27,‎ 2002, p. 3-14.

#### Problèmes chronologiques
- (en) Bryant G. Wood, « The rise and the fall of the 13th-century Exodus-Conquest theory », Journal of the evangelical theological society, nos 48/3,‎ 2005, p. 475-489 (lire en ligne).
- (en) Ralph K. Hawkins, « Propositions for evangelical acceptance of the late-date Exodus-Conquest : Biblical data and the royal scarbs from Mt. Ebal », Journal of the evangelical theological society, nos 50/1,‎ 2007, p. 31-56 (lire en ligne).
- (en) James K. Hoffmeier, « What is the biblical date for the Exodus ? A response to Bryant Wood », Journal of the evangelical theological society, nos 50/2,‎ 2007, p. 225247 (lire en ligne).
- (en) Bryant G. Wood, « The biblical date for the Exodus is 1446 BC : A response to James Hoffmeier », Journal of the evangelical theological society, nos 50/2,‎ 2007, p. 249-258 (lire en ligne).
- (en) Rodger C. Young et Bryant G. Wood, « A critical analysis of the evidence from Ralph Hawkins for a late-date Exodus-Conquest », Journal of the evangelical theological society, nos 51/1,‎ 2008, p. 225-243 (lire en ligne).
- (en) Ralph K. Hawkins, « The date of the Exodus-Conquest is still an open question : A response to Rodger Young and Bryant Wood », Journal of the evangelical theological society, nos 51/2,‎ 2008, p. 245-266 (lire en ligne).
- (en) Rodger Dalman, « Egypt and early Israel's cultural setting : A quest for evidential possibilities », Journal of the evangelical theological society, nos 51/3,‎ 2008, p. 449-488 (lire en ligne).

#### Conférences
- Thomas Römer, L'Instauration de la Pâque et le passage de la mer. L'historicisation d'un mythe, Paris, Collège de France, 10 avril 2014 (écouter en ligne)Conférence en ligne, durée 60 min
- Thomas Römer, La Sortie d'Égypte : la construction d'une histoire mythique, Paris, Collège de France, 26 février 2015 (écouter en ligne)Conférence en ligne, durée 60 min